# Відносини Росія — Європейський Союз

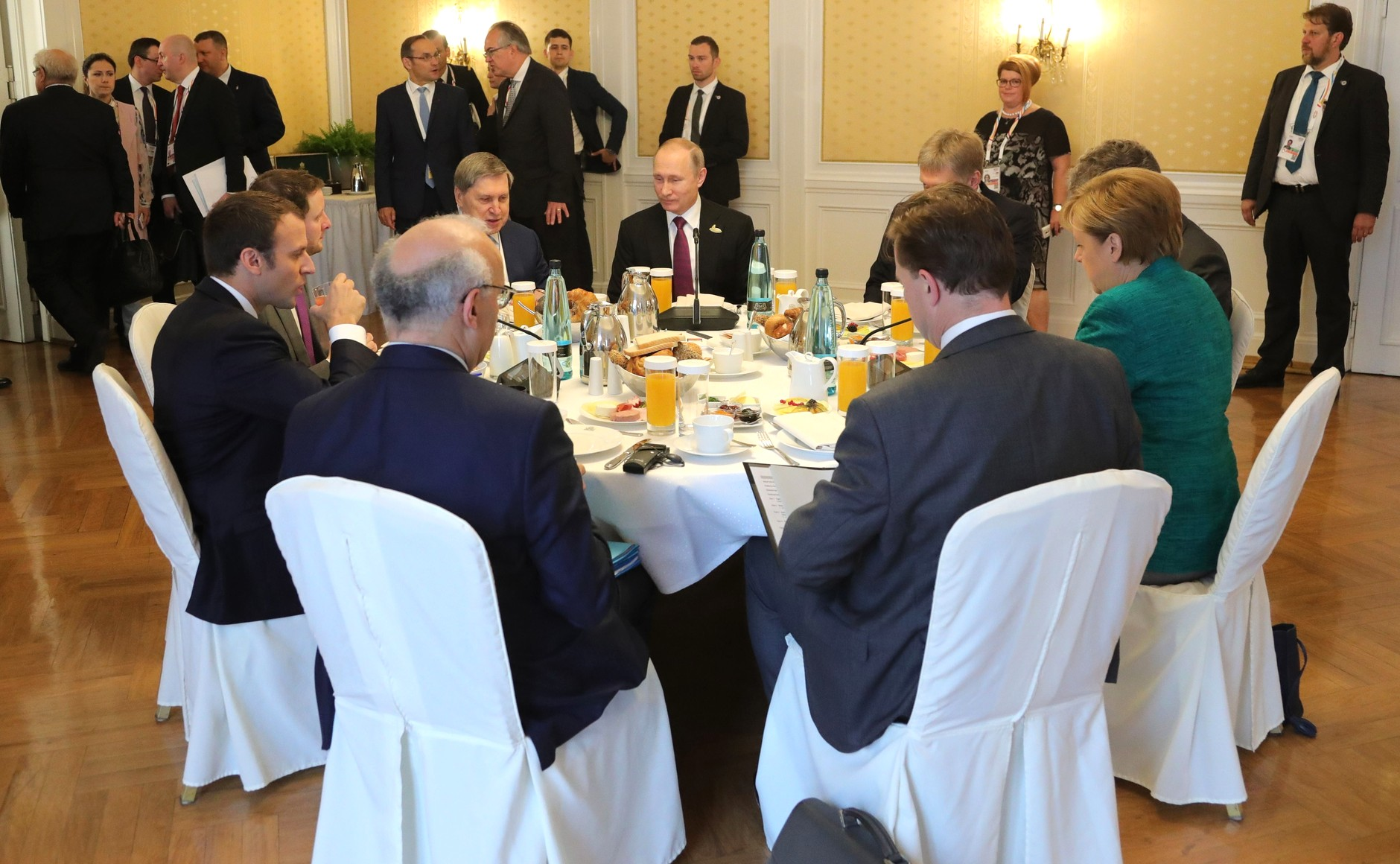
Лідери Європейського Союзу Еммануель Макрон з Франції та Анґела Меркель з Німеччини з президентом Росії Володимиром Путіним зустрілися в Гамбурзі, Німеччина, в липні 2017 року.

Російсько-європейські відносини — це міжнародні відносини між Європейським Союзом (ЄС) та найбільшою країною Євразії, Росією. Відносини між окремими державами-членами Європейського Союзу та Росії різняться, хоча загальна зовнішня політика в 1990-х роках щодо Росії була першою такою зовнішньою політикою ЄС, про яку було погоджено. Крім того, чотири спільні простори між Європейським Союзом та Росією узгоджені як основа для встановлення кращих відносин. Останнє стратегічне партнерство між ЄС та Росією було підписано в 2011 році але згодом воно було оскаржене Європейським парламентом у 2015 році після анексії Криму та війни на Донбасі. РФ межує з п'ятьма країнами-членами ЄС: Естонією, Фінляндією, Латвією, Литвою та Польщею (Калінінградська область).

## Газові суперечки

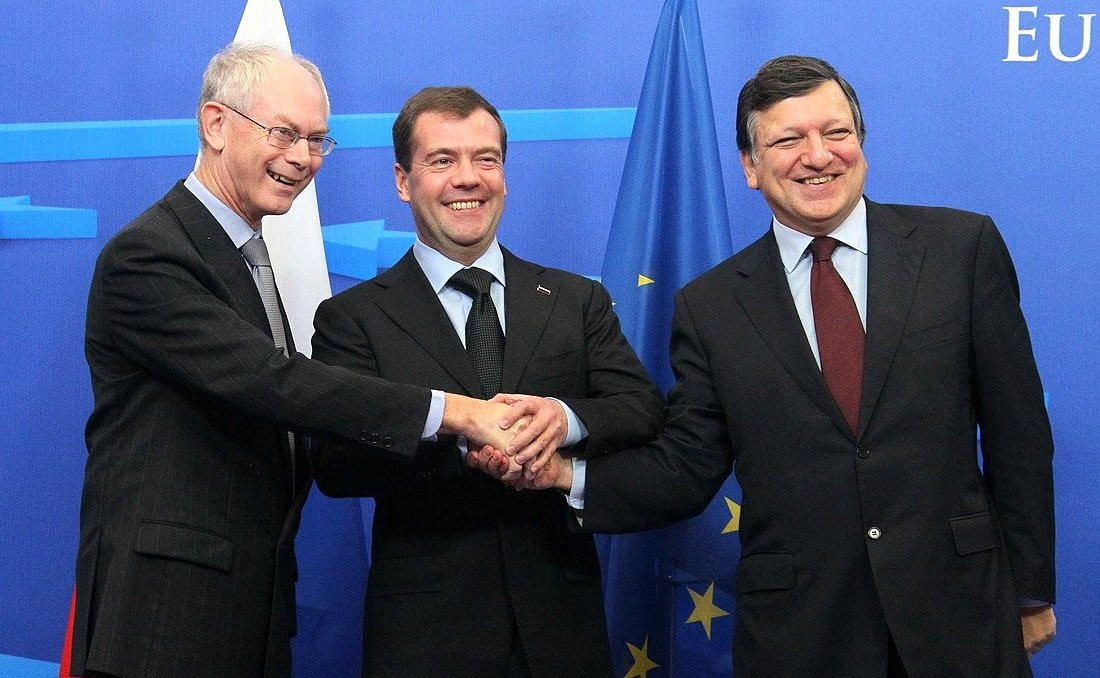
Зліва направо: президент Європейської ради Герман Ван Ромпей, президент Росії Дмитро Медведєв та президент Європейської комісії Жозе Мануель Баррозу у 2010 році

Російсько-українська газова суперечка 2009 року пошкодила репутацію Росії як постачальника газу. Після того, як 23 березня 2009 року між Україною та ЄС було досягнуто домовленості про модернізацію газопроводів України прем'єр-міністр Росії Володимир Путін погрожував переглянути відносини Росії з ЄС. «Якщо інтереси Росії будуть проігноровані, нам також доведеться почати перегляд основ наших відносин», — заявив Путін. За словами міністра енергетики Росії Сергія Шматка зближення України з Європейським Союзом завдає шкоди інтересам Москви. МЗС Росії назвало угоду «недружнім вчинком» (26 березня 2009 р.). Професор Ірина Бусигіна з Московського державного інституту міжнародних відносин заявила, що РФ має кращі відносини з певними керівниками деяких країн ЄС, ніж з ЄС в цілому, оскільки ЄС не має перспективи спільної зовнішньої політики.
У вересні 2012 року Європейська комісія (ЄК) відкрила антимонопольне розслідування щодо контрактів «Газпрому» у Центральній та Східній Європі. РФ відповіла на це, прийнявши також у вересні 2012 року законодавство, що перешкоджає іноземним розслідуванням. У 2013 році найбідніші члени ЄС зазвичай платили найвищі ціни на газ від «Газпрому». Розслідування комісії було затримано через військове втручання Росії в Україну. У квітні 2015 року ЄК звинуватила «Газпром» у несправедливих цінах та обмеженні конкуренції. Європейський комісар з питань конкуренції Маргрет Вестагер заявила, що "всі компанії, які працюють на європейському ринку — незалежно від того, є вони європейськими чи ні — повинні грати за нашими правилами ЄС. Я стурбована тим, що «Газпром» порушує антимонопольні правила ЄС, зловживаючи своїм панівним становищем на газових ринках ЄС «Газпром» заявив, що «знаходиться поза юрисдикцією ЄС», і назвав себе «компанією, яка відповідно до російського законодавства виконує функції, що становлять суспільний інтерес, і має статус стратегічного суб'єкта державного контролю». Президентка Литви Даля Ґрибаускайте заявила, що Кремль використовує «Газпром» як «інструмент політичного та економічного шантажу в Європі». У жовтні 2016 року генерал Леонід Івашов пояснив в етері російського «Першого каналу», що участь Росії в громадянській війні в Сирії має вирішальне значення для запобігання будівництву вуглеводневих трубопроводів з Близького Сходу до Європи, що буде катастрофічно для «Газпрому» і, в свою чергу, для бюджету Російської Федерації.

## Російська опозиція проти вторгнення в Ірак
РФ рішуче виступила проти вторгнення США в Ірак у 2003 році. Деякі країни-члени ЄС, включаючи Польщу та Велику Британію, погодились приєднатися до США в «коаліції охочих». Міністри закордонних справ Росії, Франції та Німеччини спільно заявили, що «не дозволять» прийняти резолюцію Ради Безпеки ООН, яка санкціонує війну проти Іраку.

## Напруженість щодо угод про асоціацію

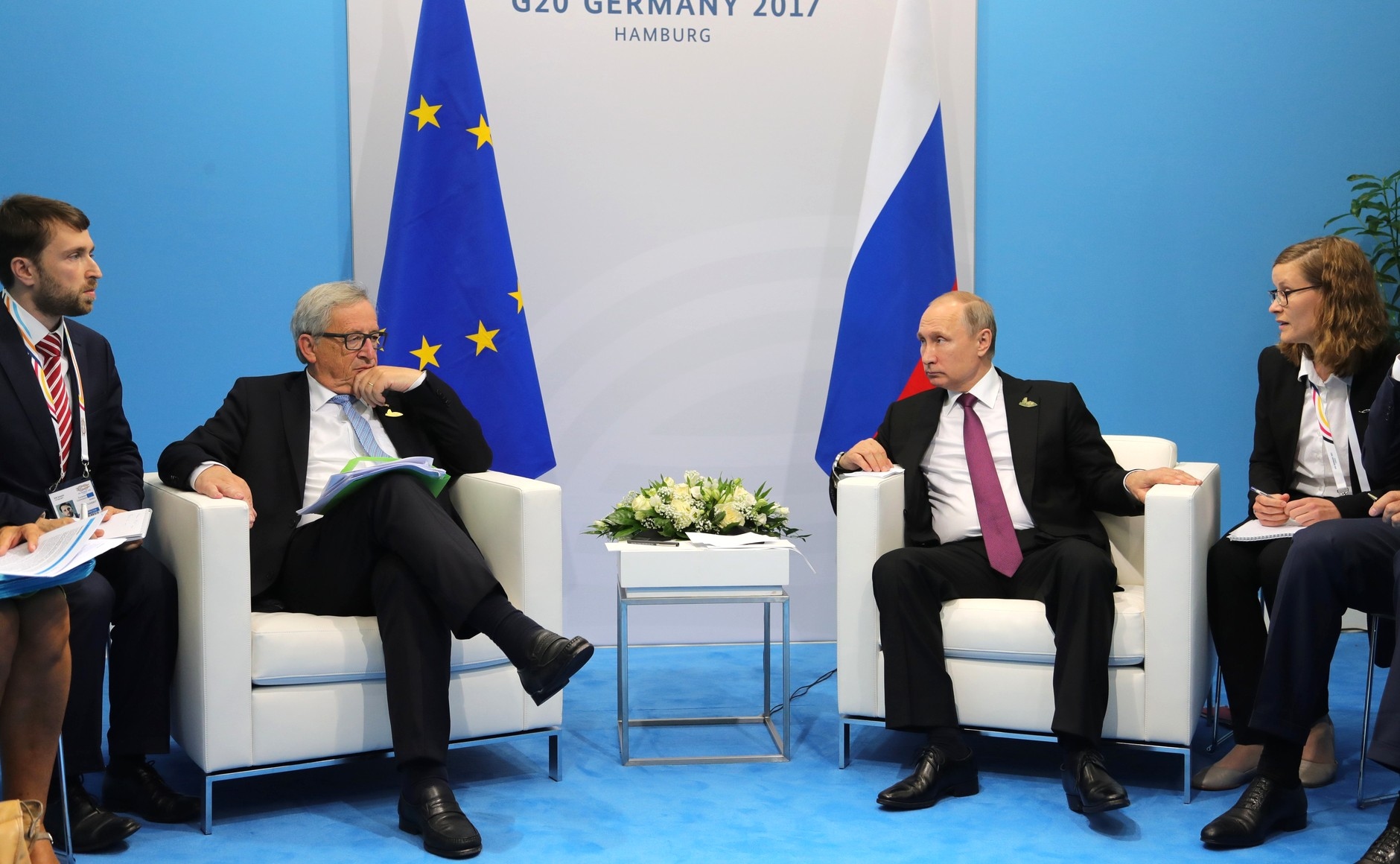
Президент Європейської комісії Жан-Клод Юнкер та президент Росії Путін у липні 2017 року

Напередодні саміту у Вільнюсі 2013 року між ЄС та його східними сусідами «Економіст» назвав «відвертим геополітичним змаганням», якого не спостерігалося в Європі з кінця «холодної війни», оскільки РФ намагалася переконати країни Східного партнерства "приєднатися до його нового Євразійського економічного союзу, а не підписувати угоди про асоціацію з ЄС. Російському уряду за президента Путіна вдалося переконати Вірменію (у вересні) та Україну (у листопаді) припинити переговори з ЄС і замість цього розпочати переговори з Росією. Тим не менше, саміт ЄС продовжився, коли Молдова та Грузія йшли до угод з ЄС, незважаючи на спротив Росії. Широкі протести в Україні «Євромайдан» призвели до того, що тодішній президент Віктор Янукович втік з України до Росії у лютому 2014 року. Згодом РФ розпочала військове вторгнення в Україну. Ця спроба була засуджена як вторгнення з боку Європейського Союзу, який ввів заборону на отримання віз та заморожування активів проти деяких російських чиновників. Рада Європейського Союзу заявила, що «порушення Росією міжнародного права та дестабілізація України […] кидають виклик європейському порядку безпеки в своїй основі». РФ розглядає деякі країни, які подали заявки на вступ до ЄС або НАТО після падіння залізної завіси, як частину сфери свого впливу. Вона критикувала їх вступ і часто говорила, що НАТО «наближає свою інфраструктуру до російського кордону». Розширення НАТО на прибалтійські держави Литви, Латвії та Естонії, а також майбутній вступ Грузії та України в НАТО є одними з основних претензій Росії на посягання НАТО на сферу свого впливу. Заступник генерального секретаря НАТО Олександр Вершбоу відповів, що основна військова інфраструктура НАТО у Східній Європі знаходиться не ближче до російського кордону, ніж з кінця «холодної війни», і що сама РФ зберігає велику військову присутність у сусідніх країнах.

## Санкції через Україну
З анексії Криму у 2014 році та військового втручання на Донбас Європейський Союз ввів санкції проти Російської Федерації, спочатку передбачаючи заборону на отримання віз та заморожування активів 170 осіб та 44 суб'єктів, задіяних у цих операціях. Санкції ЄС постійно продовжуються і діють з 2020 року. Ембарго на імпорт власних продуктів харчування залишається в силі.
У травні 2020 року президент Європейської комісії Урсула фон дер Ляєн та президент Європейської Ради Шарль Мішель відповіли на заклики Росії послабити санкції, щоб полегшити відповідь на COVID-19, пояснивши, що санкції ЄС «навмисно сформульовані з метою обмеження ризиків непередбачувані наслідки або шкода для широкого населення „, і жодна з них не перешкоджає“ експорту продуктів харчування або ліків, вакцин або медичного обладнання». Оскільки первісні причини санкцій РФ не усунула, санкції були продовжені ще на рік.

## Російський політичний вплив та фінансові зв'язки

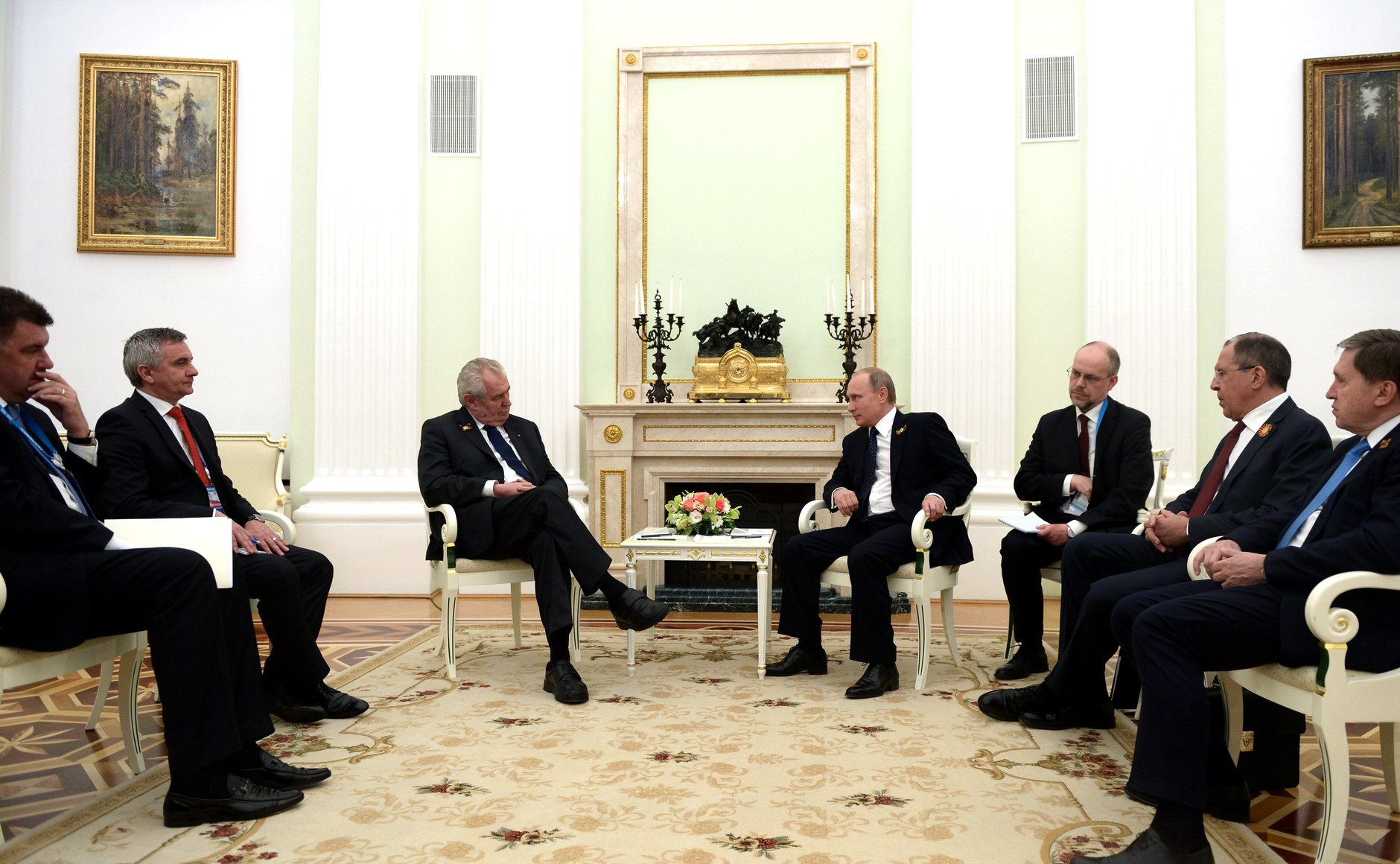
Президент Чехії Мілош Земан відвідав святкування Дня Перемоги 2015 року в Москві. Американський посол Ендрю Шапіро розкритикував це рішення, заявивши, що було б «незручно», якби Земан був єдиним політиком з ЄС на церемонії.

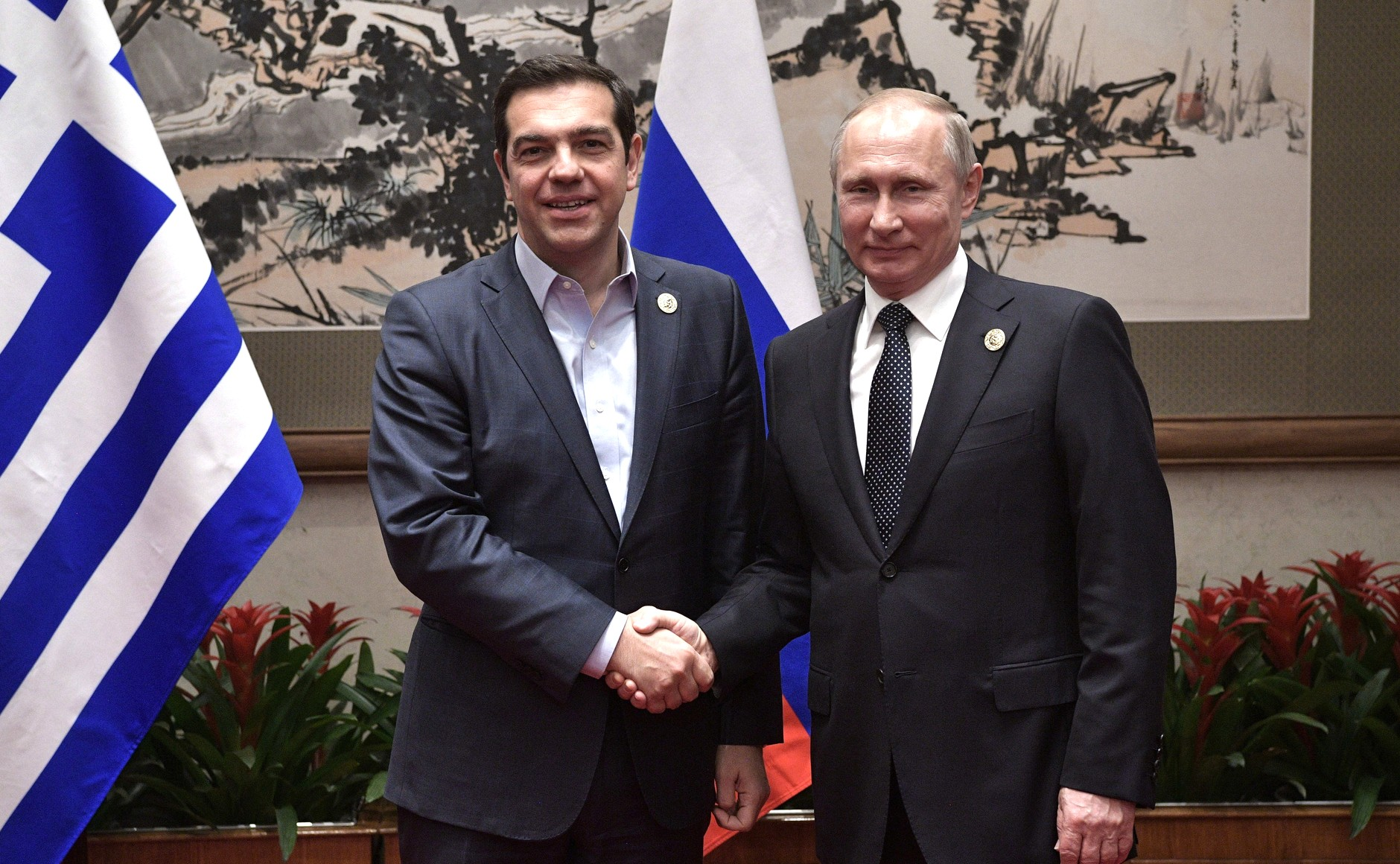
Прем'єр-міністр Греції Алексіс Ципрас та президент Росії Володимир Путін, 15 травня 2017 року

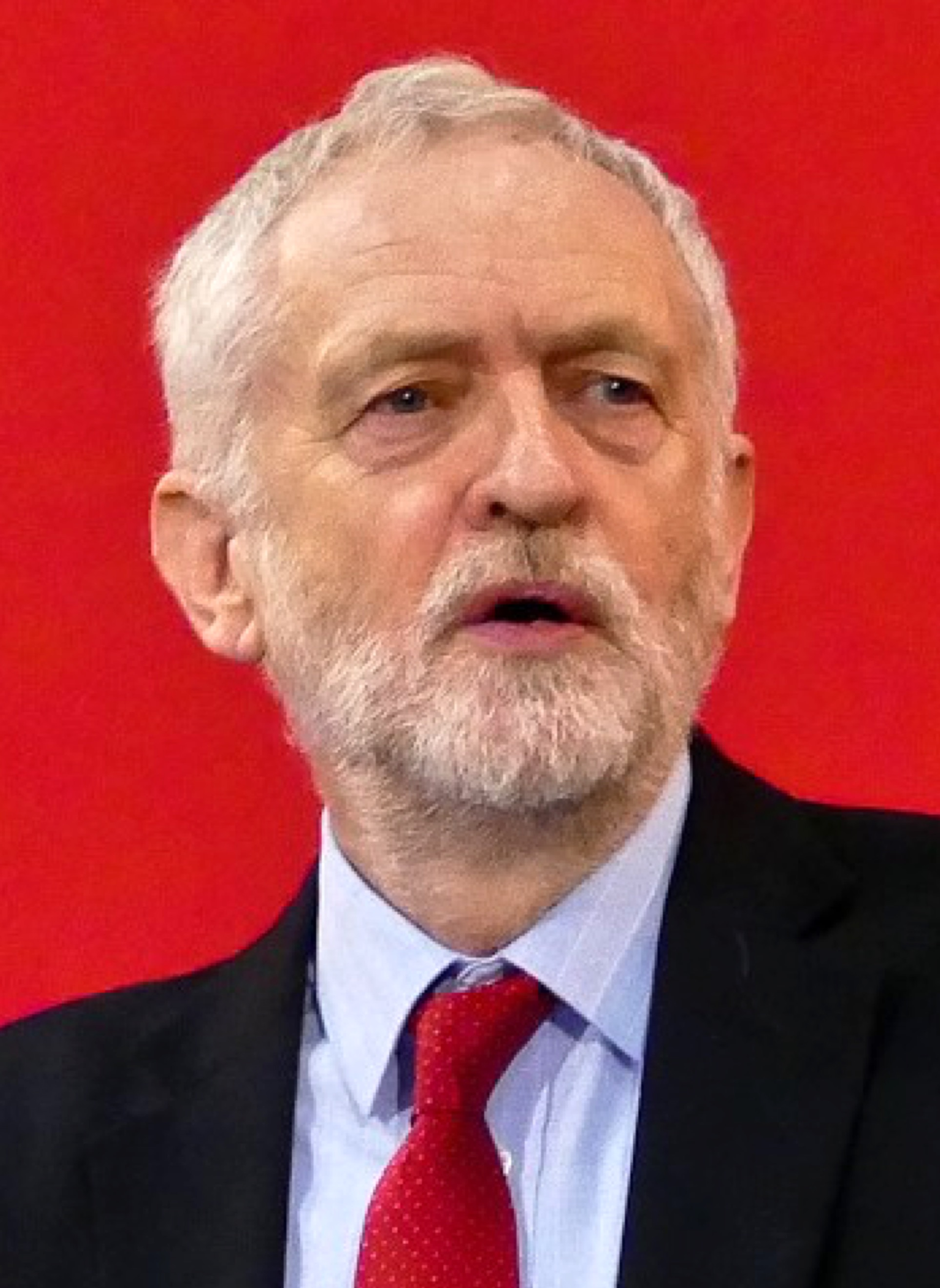
Джеремі Корбін, колишній лідер Лейбористської партії, був звинувачений у проросійських симпатіях

Москва посилила свої зусилля щодо розширення свого політичного впливу, використовуючи широкий спектр методів включаючи фінансування політичних рухів у ЄС, збільшення витрат на пропаганду європейськими мовами працюючи з широким спектром засобів масової інформації, що транслюються мовами ЄС та веббригади, де деякі спостерігачі підозрюють Кремль у спробі послабити ЄС та його відповідь на українську кризу.
Костянтин Риков та Тимур Прокопенко, тісно пов'язані з «Єдиною Росією» та Адміністрацією президента Російської Федерації, були ключовими фігурами у спрямуванні грошей на ці партії. Агенція France-Presse заявила, що «від ультраправих до радикальних лівих, популістські партії по всій Європі залицяються до російського Володимира Путіна, який прагне перетворити їх на союзників у своїй антиєвропейській кампанії», і що «Більшість європейських популістських партій виступили на боці Росії над Україною». Під час російського військового втручання в Україну британські політики Найджел Фарадж з ультраправих та Джеремі Корбін з ультралівих захищали Росію, заявляючи, що Захід її «спровокував». Люк Гардінг написав у «Гардіані», що євродепутати від «Національного об'єднання» були «проросійським блоком». У 2014 році «Nouvel Observateur» заявив, що російський уряд вважає «Національне об'єднання» «здатним захопити владу у Франції і змінити хід європейської історії на користь Москви». За повідомленням французьких ЗМІ, лідери партій часто контактували з російським послом Олександром Орловим та Марін Ле Пен здійснювали багаторазові поїздки до Москви. У листопаді 2014 року Марін Ле Пен підтвердила позику російського банку на 9 мільйонів євро. Independent заявив, що позики «піднімають спробу Москви вплинути на внутрішню політику ЄС на новий рівень». Райнхард Бютікофер заявив: «Примітно, що політична партія від батьківщини свободи може фінансуватися сферою Путіна — найбільшим європейським ворогом свободи». Ле Пен спростувала повідомлення Mediapart про те, що старший член Національного об'єднання заявив, що це перший внесок у розмірі 40 мільйонів євро позики. У квітні 2015 року російська хакерська група опублікувала тексти та електронні листи між Тимуром Прокопенком, членом адміністрації Путіна, та Костянтином Риковим, колишнім депутатом Думи, пов'язаним із Францією, обговорюючи російську фінансову підтримку Фронту Національного в обмін на підтримку Росії анексія Криму. У червні 2015 року Марін Ле Пен створила нову політичну групу в парламенті ЄС, Європа націй і свободи (ENF), до складу якої входили члени Фронту, Партії за свободу, Лега Норд, Партії свободи Австрії (FPÖ), Фламандський інтерес (VB), Конгрес нових правих (KNP) та Vlaams Belang. Переглядаючи голосування в парламенті ЄС за резолюції, що критикують Росію, або заходи, що не відповідають інтересам Кремля (наприклад, Угода про асоціацію між Україною та ЄС), Угорський інститут політичного капіталу виявив, що майбутні члени ЄНФ у 93 % випадків проголосували «проти», європейські Об'єднані ліві — Північні зелені ліві у 78 % випадків, а Європа свободи та прямої демократії - у 67 % випадків. Автори заявили, що «тому було б логічним зробити висновок, як це робили інші раніше, що в Європейському парламенті існує пропутінська коаліція, що складається з антиєвропейських та радикальних партій». Financial Times та Радіо «Вільна Європа» повідомляли про зв'язки Сирізи з Росією та широку переписку з Олександром Дугіним, який закликав до «геноциду» українців. EUobserver повідомляв, що Ципрас мав «проросійський досвід» і що члени Європарламенту від Сирізи проголосували проти Угоди про асоціацію між Україною та Європейським Союзом, критики російської анексії Криму та критики тиску на групу громадянських прав «Меморіал».«Москва Таймс» заявила, що «терміни, що використовуються в російській антиєвропейській риториці, також, схоже, проникли в словниковий запас Ципраса». РФ також налагодила зв'язки з угорським прем'єр-міністром Віктором Орбаном (Фідес), який високо оцінив "неліберальну демократію "Володимира Путіна і був описаний колишнім міністром закордонних справ Німеччини Йошкою Фішером як «путініст». Угорщина дозволила російському мільярдерові відремонтувати меморіал у Будапешті, який деякі угорці назвали незаконним, радянським солдатам, які загинули в боях проти Угорської революції 1956 року, а Путін відвідав його в лютому 2015 року Уряд Орбана відмовився від планів виставити на тендер розширення атомної електростанції Пакш і присудив контракт Росатому після того, як РФ запропонувала щедру позику. Золтан Іллес заявив, що РФ «купує вплив».

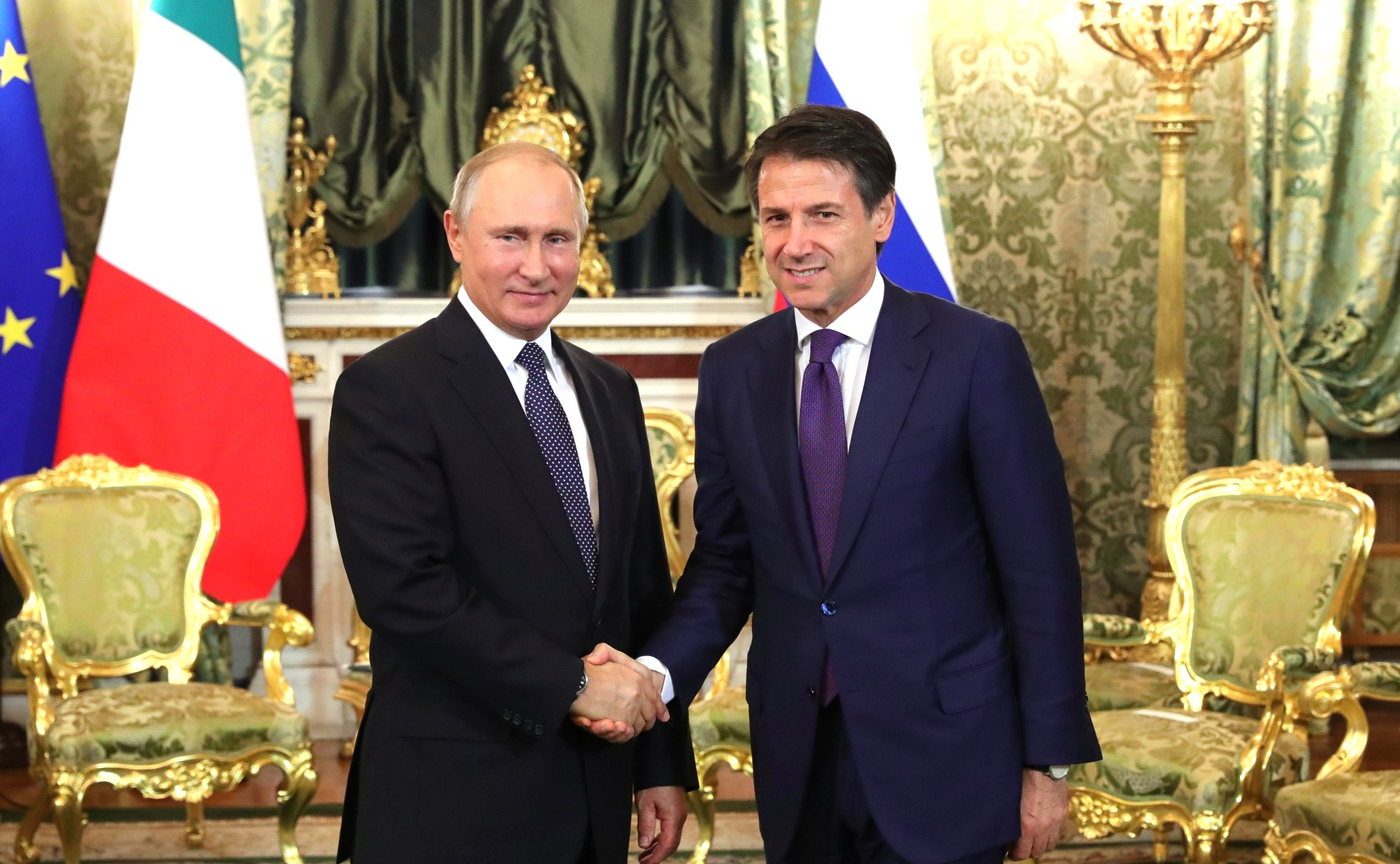
Путін з прем'єр-міністром Італії Джузеппе Конте, 24 жовтня 2018 року

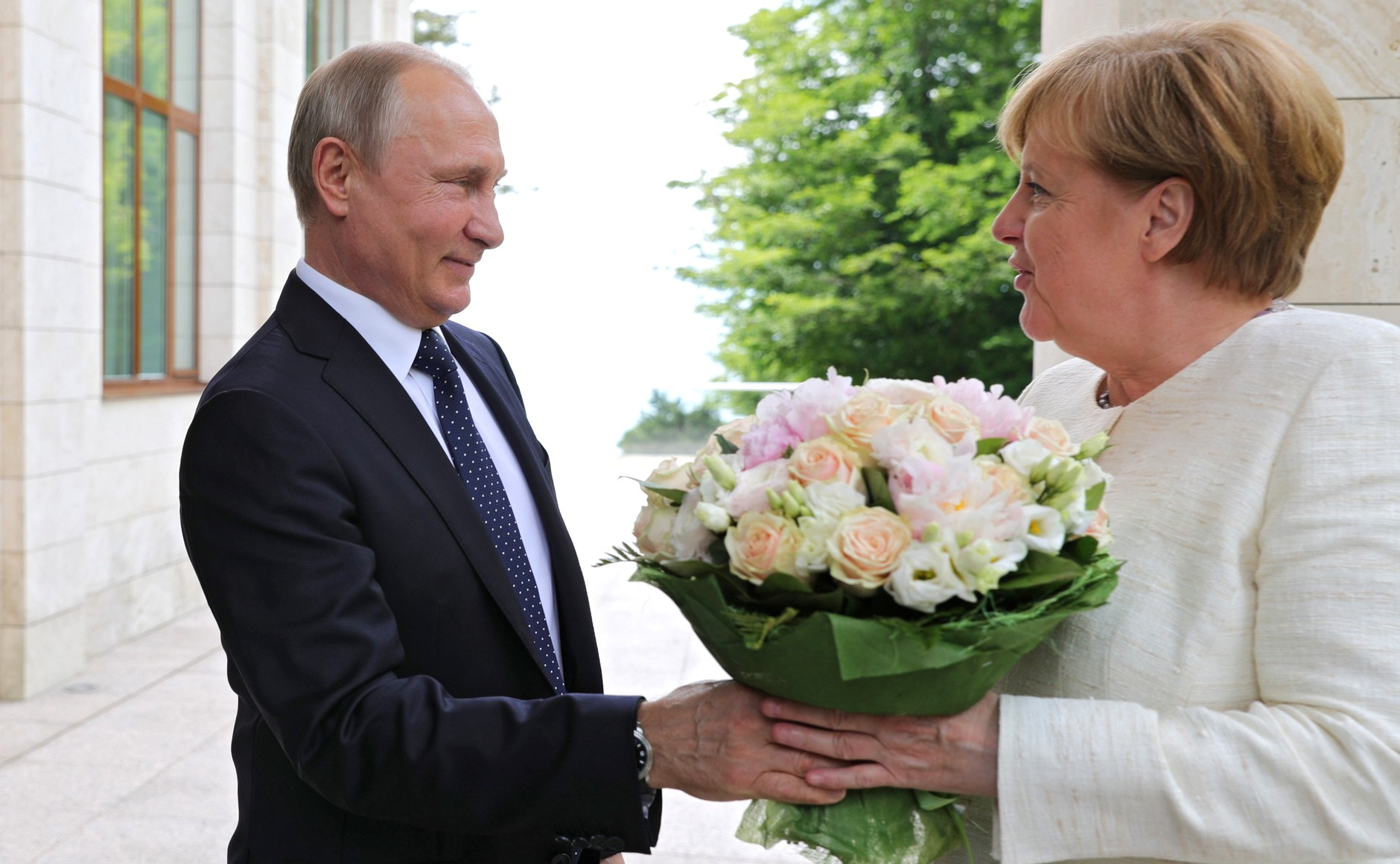
Путін провів зустріч у Сочі з Анґелою Меркель для обговорення газопроводу "Північний потік-2 ", травень 2018 року. Німеччина імпортує від 50 % до 75 % природного газу з Росії.

Дві нові організації — Європейський центр геополітичного аналізу та «Агентство з безпеки та співробітництва в Європі» (АСЕ), які наймають переважно європейських ультраправих політиків, також активно брали участь у позитивних зв'язках з громадськістю під час російської військової інтервенції в 2014 році під час спостереження за Донбасом загальних виборах та висловлення проросійської точки зору на різні події там. У 2014 р. Ряд посадових осіб Європи та НАТО надали побічні докази того, що акції протесту проти гідророзриву пласта можуть фінансуватись Газпромом. Російські чиновники неодноразово попереджали Європу, що фрекінг «створює величезну екологічну проблему», незважаючи на те, що сам «Газпром» бере участь у дослідженнях сланцевого газу в Румунії (і не зазнає жодних протестів) і агресивно реагує на будь-яку критику екологічних організацій. Значна частина фінансування антиєвропейських та екстремістських партій надходить через фонд Святого Василія Великого, яким керує Костянтин Малофєєв.
У лютому 2015 року в Мадриді була заарештована група громадян Іспанії за приєднання до озброєної групи, яку підтримує РФ, у війні на Донбасі. Подорожуючи Москвою, їх зустрів «урядовець» і відправив у Донецьк, де вони побачили французьких та інших іноземних бойовиків, «половину з них комуністів, половину нацистів». У березні 2015 року російська націоналістична партія « Родіна» організувала в Санкт-Петербурзі Міжнародний російський консервативний форум, запросивши з-за кордону більшість прихильників ультраправих і ультралівих (у тому числі відверто неонацистських), багато з яких відвідали подібний захід в Криму в 2014 році: Удо Фойгт, Джим Доусон, Нік Гріффін, Джаред Тейлор, Роберто Фіоре, Георгіос Епітідіос (Золота Світанок) та інші. З 2012 року фонд, створений Міністерством закордонних справ Росії (Фонд правового захисту та підтримки співвітчизників Російської Федерації, що проживають за кордоном), перерахував 224 000 євро «Латвійському комітету з прав людини», який був заснований проросійським політиком Татьяною Жданока. Latvijas Televīzija повідомляв, що лише проєкти, що підтримують зовнішньополітичні цілі Росії, мають право на фінансування.
У червні 2015 року Європарламент заявив, що РФ «підтримує та фінансує радикальні та екстремістські партії в ЄС», і закликав здійснювати моніторинг такої діяльності. Французький Національний фронт, UKIP та Йоббік проголосували проти цієї резолюції. Ці та інші крайні праві організації є частиною спонсорованого Росією Світового національно-консервативного руху. У липні 2016 року міністр закордонних справ Естонії Марина Кальюранд сказала: «Парад, який ми бачили колишніх і нинішніх європейських лідерів до Москви, які закликають до зближення — і мовчазно погоджуються на розпад Європи — викликає невтіху для тих з нас, хто розуміє, що єдина Європа з міцним американським партнерством — єдина причина, через яку ми взагалі маємо вибір щодо того, де має бути наше майбутнє».
У червні 2016 року міністр закордонних справ Чехії Любомир Заоралек заявив, що РФ підтримує правих популістів для «поділу та завоювання» ЄС. У жовтні 2016 року ЄС провів переговори про російське фінансування ультраправих і популістських партій. У 2018 році чеська контррозвідувальна служба BIS опублікувала звіт, в якому зафіксовано значне збільшення активности суб'єктів, що підтримуються Росією та Китаєм, щодо впливу на регулятори та політичні органи. У 2020 році проведений детальний аналіз дій російської розвідки та активних заходів у 2002—2011 рр. Для запобігання розгортанню компонента балістичної протиракетної оборони, включаючи «маніпуляції з медіа-подіями, виходами та повідомленнями та зловживання культурними та соціальними подіями». Сюди також входили спроби вербувати російськомовне населення в країні, але більшість не була зацікавлена в підтримці політики Володимира Путіна.

## Твердження про російське залякування та дестабілізацію країн ЄС

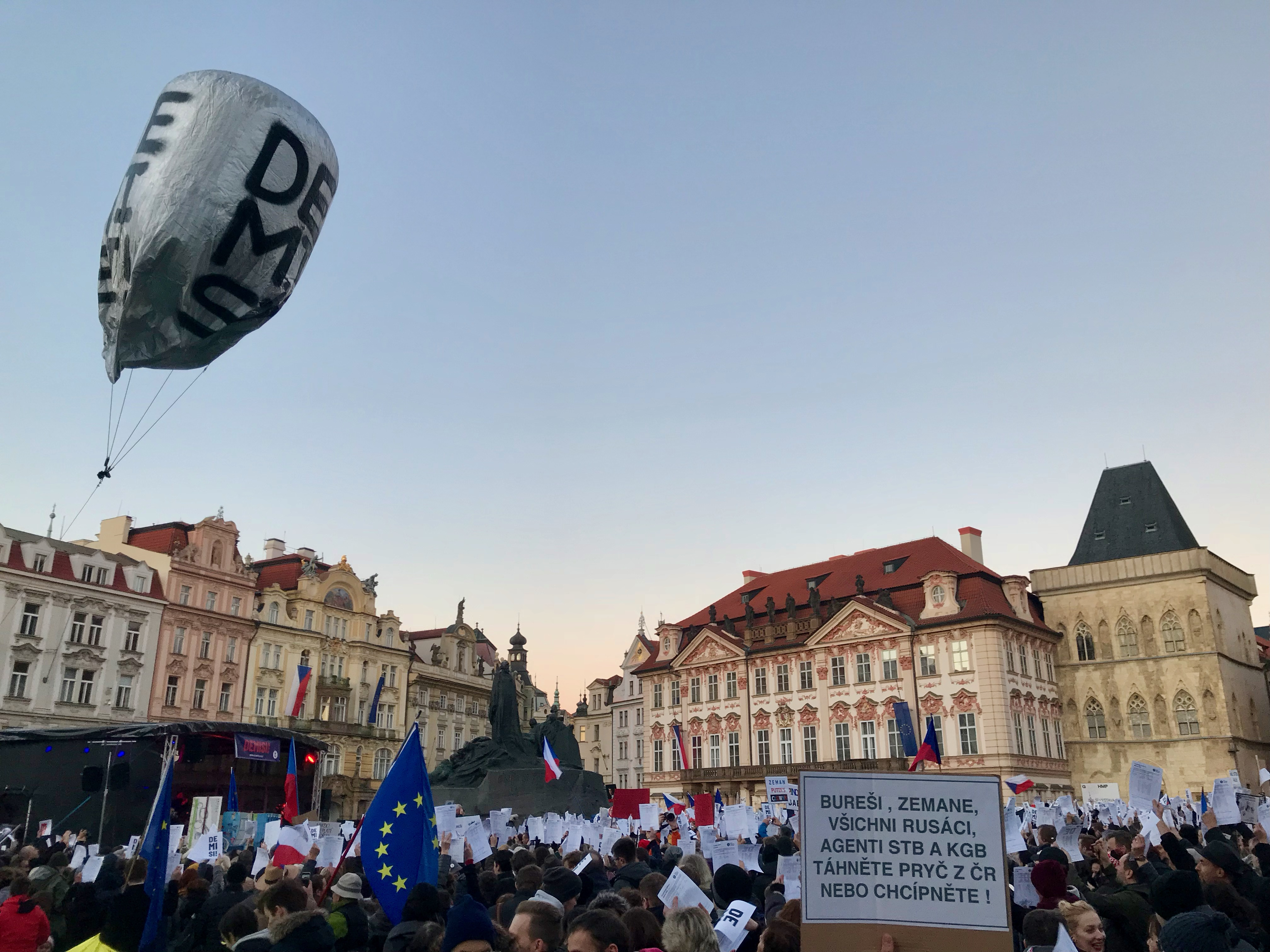
Проевропейські чехи протестують у Празі проти прем'єр-міністра Бабіша та президента Земана, яких звинувачують у проросійських симпатіях. На табличці написано: «… всі РФни… їдьте з Чехії або помріть!»

Латвійська журналістка Ольга Драгілєва заявила, що «російськомовні ЗМІ, підконтрольні російському уряду, та громадські організації, пов'язані з Росією, культивують невдоволення серед російськомовної частини населення» в Латвії. Органи національної безпеки Литви, Естонії та Латвії пов'язали Москву з місцевими проросійськими групами. У червні 2015 р. У звіті Chatham House зазначалося, що РФ застосувала «широкий спектр ворожих заходів проти своїх сусідів», включаючи відключення енергоносіїв, ембарго на торгівлю, підривне використання російських меншин, зловмисну кібернетичну діяльність та можливість вибору бізнесу та політичні еліти. У 2015 році британські ЗМІ заявили, що російське керівництво за часів Путіна серед основних стратегічних цілей бачить розрив політичної єдности в ЄС і особливо політичну єдність між ЄС та США, означає досягнення цієї мети — надання підтримки ультраправим і жорстким євроскептичним політичним партіям Європи. 9 травня 2015 року з нагоди нападу албанських терористів на місто Куманово нагороджена Путіним і російська розвідниця,, також прокремлівська журналістка і внесена через 8 років до українського санкційного списку Дарія Асламова опублікувала замовну статтю в газеті «Комсомольская правда», в якому була карта «об'єднаної Македонії», включаючи «звільнену» Піринську частину регіону, яка була оголошена «окупованою» Болгарією. Болгарія була звинувачена в «підтримці албанських терористів», незважаючи на підтримку Болгарії, яку вона надала захисту Македонії в 2001 році, і була оголошена «вигнаною» з православної цивілізаці. У найближчі дні, тижні та місяці статтю також поширювали на можливо рашистських і путіністських сайтах. У жовтні 2015 року Путін заявив, що Вашингтон ставився до європейських країн «як до васалів, яких карають, а не як до союзників». У листопаді 2015 року президент Болгарії Росен Плевнелієв заявив, що РФ розпочала масштабну кампанію гібридної війни, «спрямовану на дестабілізацію всієї Європи», наводячи на прикладі неодноразові порушення болгарського повітряного простору та кібератаки.
У січні 2016 року, як повідомлялося, високопоставлені урядовці Великої Британії зареєстрували свої зростаючі побоювання, що зараз в Європі розгортається «нова холодна війна», «російське втручання» нібито набуває ширини, діапазону та глибини, більші, ніж вважалося раніше: "Це насправді це нова холодна війна. По всьому ЄС ми бачимо тривожні докази зусиль Росії відібрати структуру європейської єдності з цілого ряду життєво важливих стратегічних питань. Ситуація спонукала Конгрес США доручити Джеймсу Р. Клапперу, директору національної розвідки США, провести великий огляд російського підпільного фінансування європейських партій за попереднє десятиліття. Неодноразово Росію також звинувачували у активній підтримці виходу Великої Британії з Європейського Союзу за допомогою таких каналів, як Russia Today та посольство Російської Федерації в Лондоні. Аналіз англомовної служби новин російського уряду "Супутник "виявив «систематичне упередження на користь кампанії» Вихід «, яка була занадто послідовною, щоб бути наслідком нещасного випадку або помилки». У лютому 2016 року фільм, що циркулює в Угорщині, в якому завербовані студенти висловили гнів політикою США, був визнаний версією російського фільму з тим самим сценарієм, що фінансується пропутінською організацією «Офіцерські дочки». Опублікований у березні 2016 року, у щорічній доповіді шведської служби безпеки Сапо зазначено, що РФ брала участь у «психологічній війні», використовуючи «екстремальні рухи, інформаційні операції та дезінформаційні кампанії», спрямовані на політиків та широку громадськість. У червні 2016 року міністр закордонних справ Росії Сергій Лавров заявив, що РФ ніколи не нападе на жодну країну НАТО, сказавши: «Я переконаний, що всі серйозні та чесні політики чудово знають, ніж РФ ніколи не нападе на державу-член НАТО. У нас немає таких планів». Він також сказав: «У нашій доктрині безпеки чітко зазначено, що однією з головних загроз нашій безпеці є подальше розширення НАТО на схід». Наприкінці 2016 року ЗМІ ряду держав звинуватили Росію у підготовці підстав для можливого збройного захоплення їх територій у майбутньому, включаючи Фінляндію Естонію та Чорногорію. В останній фактично тривав збройний переворот, але в день виборів 16 жовтня служби безпеки не дозволили арештувати понад 20 осіб. Група з 20 громадян Сербії та Чорногорії «планувала прорватися до парламенту Чорногорії в день виборів, вбити прем'єр-міністра Міло Джукановича і привести до влади проросійську коаліцію», заявив головний прокурор Чорногорії Мілівое Катніч, додавши, що групою керував двома громадянами Росії, які втекли з країни до арешту, та «невизначеною кількістю російських оперативних працівників» у Сербії, які були депортовані незабаром після цього. Через кілька днів після невдалого перевороту Леонід Решетников від своїх обов'язків в якості глави Російського інституту стратегічних досліджень, який також мав свою філію в Белграді, де вона підтримує анти-НАТО та проросійські партії був звільнений Путіним. У 2019 році за спробу перевороту було засуджено низку чорногорських політиків та проросійських активістів, а також двох російських офіцерів ГРУ Едуарда Шишмакова та Володимира Попоо (засуджених у заочному режимі).
У 2017 році просочився кеш електронної пошти, що демонструє фінансування ультраправих і ультралівих рухів у Європі через громадянина Білорусі Олександра Усовського, який спрямував сотні тисяч євро від російського націоналіста та олігарха Костянтина Малофєєва та звітуючи перед депутатом Державної Думи Росії Костянтином Затуліним. Усовський підтвердив достовірність електронних листів.
У 2017 році три депутати парламенту «Альтернативи для Німеччини» підтвердили, що вони разом отримали 29 000 доларів США під час спонсорованого приватного реактивного візиту до Москви, що викликало значні суперечки в Німеччині.
Македонська націоналістична партія «Єдина Македонія», названа за прикладом російської правлячої партії і поставила своєю основною політичною метою вступ країни до Євразійського Союзу, який відвідав один із найважливіших ідеологів рашизму та неоєвразійства Олександр Дугін, і чий лідер партії Янко Бачев вивісив російський прапор на бронетранспортері, активно виступає проти вирішення історичних суперечок країни з Болгарією, що є однією з перешкод для вступу країни до Європейського Союзу і використовує расистську риторику проти болгар, оголошуючи їх «татарами», і закликає до масового терору проти Громадяни Болгарії, які проживають в Македонії.
У 2019 році була опублікована стенограма зустрічі в Москві, де представникам італійської націоналістичної партії "Лега "пропонувалося фінансувати «десятки мільйонів доларів». У складі делегації до Москви був віце-прем'єр-міністр Італії Маттео Сальвіні. У 2020 році голландські ЗМІ опублікували стенограми чату ультраправого політика Тьєррі Боде, в якому вказується натхнення на його антиукраїнські дії та можлива фінансова підтримка від Володимира Корнілова, РФнина, якого Боде описує як «того, хто працює на президента Путіна».
У 2020 році іспанський суд розглянув стенограми дзвінків між каталонським активістом за незалежність Віктором Терраделласом та групою РФн, які виступили з пропозицією до 10 000 військовослужбовців, сплатити борг Каталонії та визнати Російською Федерацією незалежність Каталонії в обмін на каталонське визнання Криму. Доволі часті прибуття відомого оперативного працівника ГРУ Дениса Сергєєва до Іспанії, що збігалося з основними подіями незалежности Каталонії, порушували питання щодо участі підрозділу ГРУ 29155 в ескалації протестів.

### Розвідувальна діяльність
Російський шпигун Сергій Черепанов діяв в Іспанії з 1990-х по червень 2010 року під фальшивою особистістю «Генрі Фріт». У своєму звіті за 2013 рік Служба інформації про безпеку зазначила присутність «надзвичайно великої» кількості російських розвідників у Чехії. У щорічній доповіді Служби безпеки Швеції за 2014 р. РФ визначена найбільшою загрозою розвідки, а шпигунство проти Швеції описано як «велике». Згідно з доповіддю для Європейської ради з міжнародних відносин за травень 2016 року, РФ брала участь у «масових та ненажерливих кампаніях збору розвідданих, що підживлюються все ще значними бюджетами та культурою Кремля, яка бачить обман і таємні програми навіть там, де їх взагалі немає». Однією з основних фігур, яку сприймають як європейський ультраправий та ультралівий контакт у Росії, є Сергій Наришкін який у 2016 році був призначений начальником Служби зовнішньої розвідки Росії (СВР).
У 2018 році глава британського MI6 попередив, що «вічне протистояння» із Заходом є основною рисою російської зовнішньої політики. Починаючи з 2009 року лише в Естонії 20 осіб судили і засуджували як оперативних працівників або агентів російських спецслужб, що є найбільшою кількістю з усіх країн НАТО. З них 11 засуджених працювали у ФСБ, двоє — у СВР, п'ять — у ГРУ, а одного не розголошували. Сім людей були низькокласними джерелами розвідки або кур'єрами, в основному залученими до контрабанди різних товарів (наприклад, сигарет) з Росії та до Росії, і тому їх легко завербувати. Що ще важливіше, п'ятеро засуджених були чиновниками естонських правоохоронних органів та армії.
У 2020 році прокуратура Німеччини видала ордер на арешт Дмитра Бадіна, оперативного працівника ГРУ, за його причетність до злому Бундестагу в 2015 році.

### Кібератаки
У 2007 році, після рішення естонського уряду видалити статую радянському солдату, найбільші комерційні банки країни Балтії, державні установи, засоби масової інформації та банкомати були націлені на скоординовану кібератаку, яка пізніше була простежена до Росії. У квітні 2015 року французький телевізійний канал TV5 Monde зазнав кібератаки, яка, як стверджується, представляє ІДІЛ, але французькі джерела заявили, що їх розслідування веде до Росії. У травні 2015 року комп'ютерна система Бундестагу була вимкнена на кілька днів через кібератаку, здійснену хакерською групою, яка, ймовірно, «була керованою російською державою», повідомляє Федеральне управління захисту конституції в Німеччині. Керівник відомства Ганс-Георг Маассен заявив, що, крім шпигунства, «останнім часом російські спецслужби також виявляють готовність проводити саботаж».
Прем'єр-міністр Великої Британії Тереза Мей звинуватила Росію в «погрозі міжнародному порядку», «прагненні озброїти інформацію» і «розгортанні державних медіа-організацій для підробки фальшивих історій». Вона згадала про втручання Росії у німецькі федеральні вибори в 2017 році після того, як представники уряду Німеччини та експерти з питань безпеки заявили, що втручання Росії не відбулося. Стурбованість щодо іноземного впливу на загальних виборах у Швеції у 2018 році викликала Шведська служба безпеки та інші, що призвело до різних контрзаходів. За даними Оксфордського Інтернет-інституту, вісім із 10 найкращих джерел «небажаних новин» під час виборчої кампанії були шведськими, а «російські джерела становили менше 1 % від загальної кількості URL-адрес, що використовуються у вибірці даних».

### Військові доктрини

Після возз'єднання Німеччини та закінчення холодної війни НАТО додало 13 нових членів.

У 2009 році Wprost повідомив, що російські військові навчання включали змодельований ядерний напад на Польщу. У червні 2012 року російський генерал Микола Макаров заявив, що "співпраця між Фінляндією і НАТО загрожує безпеці Росії. Фінляндія не повинна бажати членства в НАТО, швидше за все, вона повинна мати більш тісну військову співпрацю з Росією. У відповідь прем'єр-міністр Фінляндії Йіркі Катайнен сказав, що "Фінляндія сама прийматиме рішення і [робитиме] те, що найкраще для Фінляндії. Такі рішення не залишатимуться за російськими генералами. У квітні 2013 року Svenska Dagbladet повідомила, що РФ змоделювала бомбардування в березні в районі Стокгольма та на півдні Швеції, використовуючи два важкі бомбардувальники Ту-22М3 Backfire і чотири винищувачі Су-27 Фланкер. Ядерна атака на Швецію була частиною навчальних навчань. У травні 2014 року віце-прем'єр-міністр Росії Дмитро Рогозін пожартував, що повернеться на ТУ-160 після заборони його літака в повітряному просторі Румунії. Запитуючи пояснення, МЗС Румунії заявило, що «загроза використання російського стратегічного літака-бомбардувальника російським віце-прем'єр-міністром є дуже серйозною заявою в сучасному регіональному контексті». Рогозін також заявив, що оборонний сектор Росії має «багато інших способів подорожувати світом, крім туристичних віз», і «танки не потребують віз». У жовтні 2014 року Служба оборонної розвідки Данії заявила, що в червні того ж року російські військові реактивні літаки, «оснащені живими ракетами», змоделювали атаку на острів Борнхольм, коли 90 000 людей відвідали щорічну зустріч Фолькмедеде. У листопаді 2014 року Європейська лідерська мережа розглянула 40 випадків, пов'язаних з Росією, у звіті під назвою «Небезпечна мінливість», виявивши, що вони «складають дуже тривожну картину порушень національного повітряного простору, надзвичайних сутичок, вузького уникнення зіткнень повітря, близьких зіткнень у морі, модельовані атаки та інші небезпечні дії, які регулярно відбуваються на дуже широкій географічній території». У березні 2015 року посол Росії в Данії Михайло Ванін заявив, що данський військовий корабель «стане ціллю для російських ракет», якщо країна приєднається до системи протиракетної оборони НАТО. Міністр закордонних справ Данії Мартін Лідегаард заявив, що заяви «неприйнятні» і «перетнули межу». Через кілька днів прес-секретар МЗС Росії Олександр Лукашевич заявив, що РФ може «нейтралізувати» систему протиракетної оборони в Данії. У квітні 2015 року Швеція, Норвегія, Данія, Фінляндія та Ісландія вирішили посилити своє військове співробітництво, сказавши Aftenposten : «Російські військові діють на наших кордонах із викликом, і було декілька порушень на кордонах Балтії націй. Російська пропаганда та політичні маніпуляції сприяють породженню розбрату між країнами, а також такими організаціями, як НАТО та ЄС». У червні 2015 року посол Росії у Швеції Віктор Татаринцев заявив Дагенсу Ніхетеру, що якщо Швеція вступить до НАТО, "будуть вжиті зустрічні заходи. Путін зазначив, що будуть наслідки, що РФ повинна буде вдатися до військової відповіді та переорієнтувати наші війська та ракети "
У квітні 2015 року російський флот зірвав прокладку кабелів NordBalt в виключній економічній зоні Литви. З квітня 2013 року по листопад 2015 року РФ провела сім широкомасштабних військових навчань (від 65 000 до 160 000 чоловік), тоді як навчання НАТО, як правило, були набагато меншими за обсягом, причому найбільші складалися з 36 000 особового складу. Естонія розкритикувала російські військові навчання, заявивши, що вони «занизили» НАТО і скоріше наступали, ніж захищали, «імітуючи вторгнення сусідів, руйнування та захоплення критичної військової та економічної інфраструктури, а також наносили ядерні удари по союзникам і партнерам НАТО». У 2016 році Швеція переглянула свою доктрину військової стратегії. Голова парламентського комітету оборони Аллан Відман заявив: «Стара військова доктрина сформувалася після останньої холодної війни, коли Швеція вважала, що РФ на шляху до справжньої демократії, яка більше не буде загрожувати цій країні та її сусідам». У квітні 2016 року міністр закордонних справ Росії Сергій Лавров заявив, що РФ «повинна буде вжити необхідних військово-технічних дій», якщо Швеція вступить в НАТО; Шведський прем'єр-міністр Штефан Лефвен відповів: «Ми вимагаємо поваги […] так само, як ми поважаємо рішення інших країн щодо їхньої політики безпеки та оборони». Російська військова діяльність в Україні та Грузії викликала особливу тривогу в країнах, які географічно близькі до Росії, і тих, що пережили десятиліття радянської військової окупації. Міністр закордонних справ Польщі Вітольд Ващиковський заявив: «Ми повинні відкинути будь-який тип бажаного мислення щодо прагматичного співробітництва з Росією, якщо вона продовжує вторгуватися до своїх сусідів». Після анексії Криму Литва відновила військову службу, збільшила свої оборонні витрати, закликала НАТО розмістити більше військ у Прибалтиці та опублікувала три посібники з питань вижилих надзвичайних ситуацій та війни. Президент Литви Даля Ґрибаускайте заявила: «Я думаю, що РФ тероризує своїх сусідів і використовує терористичні методи». Естонія посилила підготовку членів Естонської ліги оборони та заохотила більше громадян володіти зброєю. Бригадний генерал Мееліс Кіілі заявив: «Найкращим стримуючим фактором є не лише озброєні солдати, але й озброєні громадяни». У березні 2017 року Швеція вирішила відновити військовий обов'язок через військові навчання Росії в Прибалтиці та агресію в Україні.
У своєму виступі на конференції RUSI по сухопутній війні в червні 2018 року начальник Генерального штабу Марк Карлтон-Сміт заявив, що британські війська повинні бути готовими «битися і перемагати» проти «неминучої» загрози ворожої Росії. Карлтон-Сміт сказав: «Неправильне уявлення про те, що Великої Британії не існує безпосередньої чи екзистенціальної загрози — і навіть якщо вона могла б виникнути лише за тривалого сповіщення — є помилковим, а також помилковим переконанням, що звичайне обладнання та маса не мають значення у протидії російській диверсії…». В листопаді 2018 року в інтерв'ю Daily Telegraph Карлтон-Сміт заявила, що «РФ сьогодні, безперечно, представляє набагато більшу загрозу нашій національній безпеці, ніж ісламські екстремістські загрози, такі як Аль-Каїда та ІДІЛ…. Ми не можемо задовольнятися загрозою, яку представляє РФ, або залишати її безперечною». У 2020 році німецькі ЗМІ повідомляли, що члени німецької ультраправої екстремістської Національно-демократичної партії (NPD) та партії «Третій шлях» відвідували військові навчання в Російській Федерації.

### Вбивства та викрадення людей
Олександр Литвиненко, який перебрався з ФСБ і став громадянином Сполученого Королівства, помер від отруєння радіоактивним полонієм-210, здійсненого в Англії в листопаді 2006 року. Відносини між Великою Британією та Росією охололи після того, як британське розслідування вбивств показало, що за його отруєнням стоїть Російська Федеральна служба захисту. Розслідування отруєння виявило сліди радіоактивного полонію, залишеного вбивцями в багатьох місцях, коли вони подорожували по Європі, включаючи Гамбург у Німеччині. У вересні 2014 року ФСБ перетнула територію Естонії та викрала Естона Ковера, співробітника Служби внутрішньої безпеки Естонії. Брайан Вітмор з Радіо «Вільна Європа» заявив, що випадок «ілюструє кампанію Кремля з метою залякування своїх сусідів, заперечення глобальних правил і норм, а також перевірки оборони та реакцій НАТО».
У період з 2015 по 2017 роки офіцери Денис Сергєєв, Олексій Калінін та Михайло Опришко, усі з підрозділу ГРУ 29155, часто їздили до Іспанії, нібито у зв'язку з майбутнім референдумом про незалежність Каталонії у 2017 році. Цю ж групу також пов'язували з невдалою спробою вбивства торговця зброєю Еміаном Гебревом у Болгарії в 2015 році та втручанням у референдум щодо Brexit у 2016 році. 4 березня 2018 року Сергій Скрипаль, колишній офіцер російської військової розвідки, який діяв як подвійний агент спецслужб Великої Британії в 1990-х і на початку 2000-х років, та його дочка Юлія були отруєні нервово-паралітичним агентом «Новичок» в Солсбері, Англія. Прем'єр-міністр Великої Британії Тереза Мей запитала російських пояснень до кінця 13 березня 2018 року. Вона сказала, що уряд Великої Британії «детально розгляне відповідь російської держави», і у випадку, якщо відповіді не буде достовірно, уряд "дійде висновку, що ця дія є незаконним застосуванням сили російською державою проти Сполучене Королівство "і наступні заходи.
У 2019 році російський оперативний працівник був заарештований у Німеччині після вбивства чеченського біженця Зелімхана Хангошвілі. У відповідь Німеччина вислала двох російських дипломатів.

### Використання питань міграції

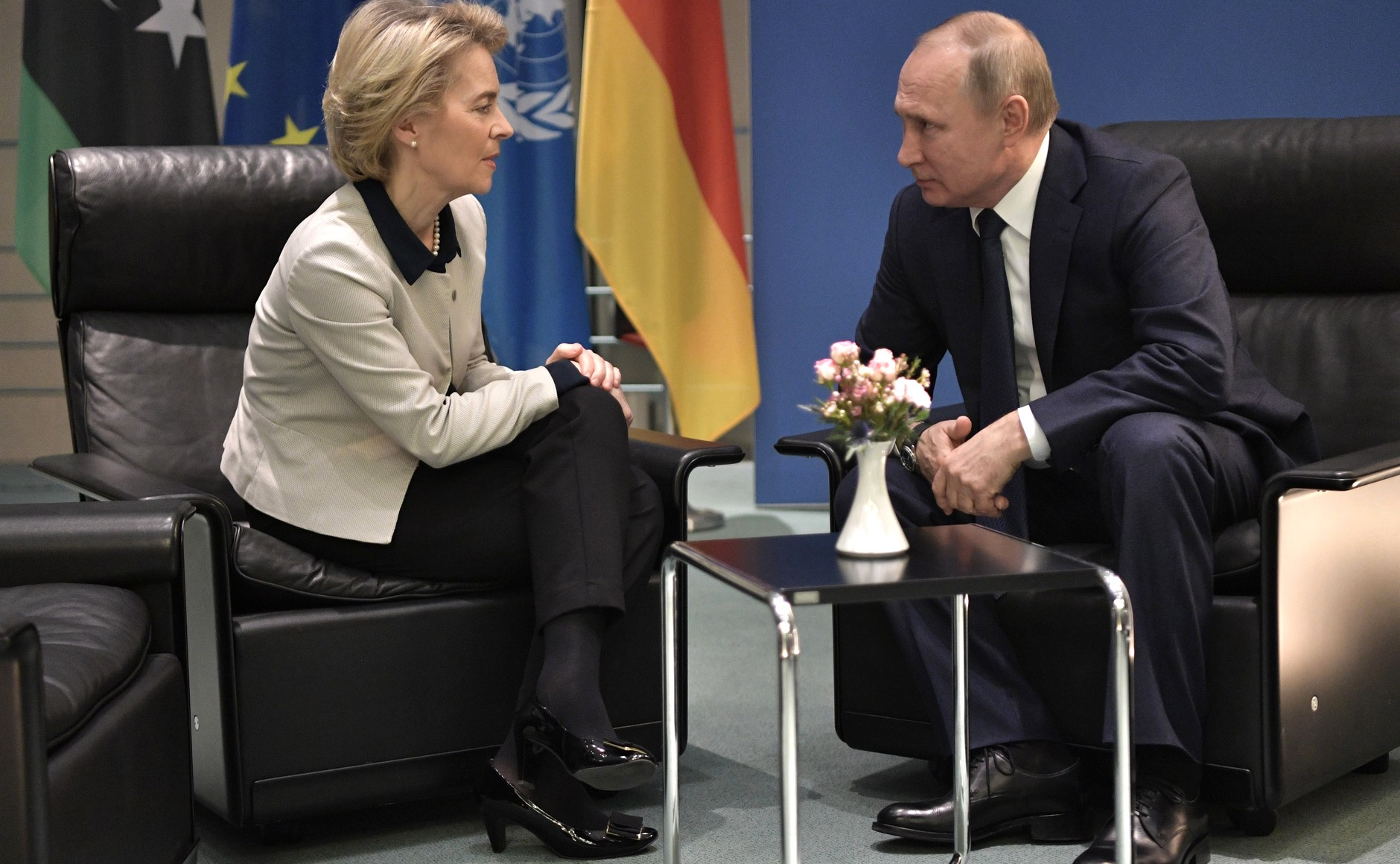
Президент Європейської комісії Урсула фон дер Лейен та президент Путін на Міжнародній конференції з питань Лівії, 19 січня 2020 р.

У січні 2016 року кілька фінських влад підозрювали, що РФни дозволяли мігрантам в'їжджати до Фінляндії, а національна суспільна телерадіокомпанія Yle повідомила, що російський прикордонник визнав причетність Федеральної служби безпеки. У березні генерал НАТО Філіп Брідлав заявив: «Разом РФ та режим Асада навмисно озброюють міграцію, намагаючись подавити європейські структури і зламати європейську рішучість». Російський державний канал, підтриманий Сергієм Лавровим, передав неправдиву історію про те, що 13-річну німецько-російську дівчинку, яка ненадовго зникла, зґвалтували мігранти в Берліні і що німецькі чиновники приховують це. Міністр закордонних справ Німеччини припустив, що РФ використовує цю справу «для політичної пропаганди, а також для розпалювання та впливу на те, що і без того є важкою дискусією щодо міграції всередині Німеччини». У Болгарії низка російських громадян (зокрема, Ігор Зорін та Євген Щеголіхін) беруть участь у співпраці з ультраправими та антиіміграційними рухами, наприклад, організація воєнізованих тренінгів для «добровільних патрульних кордонів».

### Пропаганда Путіна
Російські медіа та політичні організації, що фінансуються урядом, в першу чергу націлені на ультраправі кола в Європі, намагаючись створити образ Росії як останнього захисника традиційних, консервативних та християнських цінностей. Російські та проросійські ЗМІ та організації створюють фейкові історії та спотворюють реальні події. Однією з найбільш поширених фальшивих історій була історія 13-річної Лізи Ф. Як повідомлялося, у березні 2017 року російська телевізійна команда заплатила шведським підліткам, щоб влаштувати сцену антиурядових протестів у Рінкебю. Масштаби цієї кампанії призвели до того, що низка країн ЄС вжила окремих дій. Чехія зазначила, що РФ створила близько 40 вебсайтів на чеській мові, що публікують теорії змови та неправдиві повідомлення. За словами державного секретаря з питань європейських справ, «Ключова мета російської пропаганди в Чехії — посіяти сумнів у свідомості людей, що демократія є найкращою системою для організації країни, побудови негативних образів Європейського Союзу та НАТО, і [щоб] відбити людей від участі в демократичних процесах». Аналітик литовських військових заявив: «У нас досить велика і тривала кампанія дезінформації проти нашого суспільства». Литва дала тримісячні заборони російським каналам; Міністр закордонних справ Лінас Лінкявічюс заявив: «Брехня не є альтернативною точкою зору». Керівник урядового відділу комунікації Фінляндії Марку Мантіла заявив, що російська пропаганда намагається створити підозри щодо лідерів Фінляндії, Європейського Союзу та НАТО. Він заявив: «Проводиться систематична брехлива кампанія… Це не питання поганої журналістики, я вважаю, що вона контролюється з центру».
Європейський Союз здійснив низку кроків на різних рівнях для протидії ворожій пропаганді та дезінформації. У Плані дій ЄС проти дезінформації на 2018 рік чітко згадується РФ як головне джерело загроз, а Робоча група EEAS East STRATCOM — це орган ЄС, який працює з 2015 року над фіксацією, перевіркою фактів та розвінчанням ворожої дезінформації. Рада ЄС також керує робочою групою Ради з питань дезінформації (ERCHT), яка займається аналізом та плануванням реагування на дезінформацію. Ряд країн Східної та Центральної Європи мають власні розвідувальні установи з відкритим кодом, метою яких є аналіз подій та вплив Росії. Серед них — Центр польсько-російського діалогу та взаєморозуміння (CPRDIP), Естонський центр східного партнерства або Польський центр східних досліджень (OSW). У листопаді 2016 року Парламент ЄС прийняв антипропагандистську резолюцію. Огляд дезінформації ЄС — це стрічка новин, що аналізує та розвінчує найбільш помітні фейкові історії, що розповсюджуються у російських ЗМІ. У 2018 році Європейська Комісія ініціювала новий План дій з протидії «дезінформації, яка підживлює ненависть, поділ і недовіру до демократії», а також втручанню у вибори, «з доказами, що вказують на Росію як основне джерело цих кампаній».
Російська пропаганда в ЄС здійснюється добровільно і простими жителями російського походження через публікації в соціальних мережах — прикладом цього є матеріал росіянина Болгарії Юрія Лєнєва у Facebook від 21 лютого 2024 року, в якому стверджується, що під час радянської окупації в 1944 році населення країни становило 5,5 мільйонів, тоді як насправді воно становило 6,94 млн. — тобто занижує його кількість більш ніж на 20 %, а Болгарія була на «нижче 100-го місця» за ВВП у світі — серед 75 існуючих країн світу в 1945 р. і той факт, що до Другої світової війни Болгарія мала вищий ВВП на душу населення, ніж Португалія — протягом століть найбідніша країна Західної Європи, тоді як у 1989 році Португалія випередила навіть НДР — найбагатшого радянського сателіта.

## Російська медична допомога Італії
22 березня 2020 року, після телефонного дзвінка з прем'єр-міністром Італії Джузеппе Конте, президент Росії Володимир Путін домовився про відправлення російською армією військових медиків, спеціальних засобів для дезінфекції та іншого медичного обладнання до Італії, яка найбільше постраждала в Європі від 2019 року –20 пандемія коронавірусу. Президент Ломбардії Аттіліо Фонтана та міністр закордонних справ Італії Луїджі Ді Майо висловили вдячність Росії. На думку деяких аналітиків, медична допомога Росії була спробою сформувати позитивне сприйняття країни в умовах глобальної невизначености.

## Антиросійська теорія пропаганди та змови
Теорії змови були в обігу з дня Смоленської авіаційної катастрофи 10 квітня 2010 року, коли літак Туполева Ту-154 польських ВПС розбився поблизу російського міста Смоленська, заявляючи загалом, що аварія насправді була політичною вбивство, акт війни проти Польщі або продумана спроба перевороту, можливо організована Росією. Лідера "Права і справедливості "Ярослава Качинського та керівника парламентського комітету з розслідування Антонія Мацієревича називають давніми прихильниками теорії вбивства. Мацієревич повторив ці звинувачення в якості новопризначеного міністра оборони у 2016 році, викликавши значні суперечки в польських, російських та міжнародних ЗМІ. Опитування громадської думки 2013 року показали, що більше третини поляків вважають можливим, що смоленська катастрофа була вбивством.

## Російські меншини в ЄС

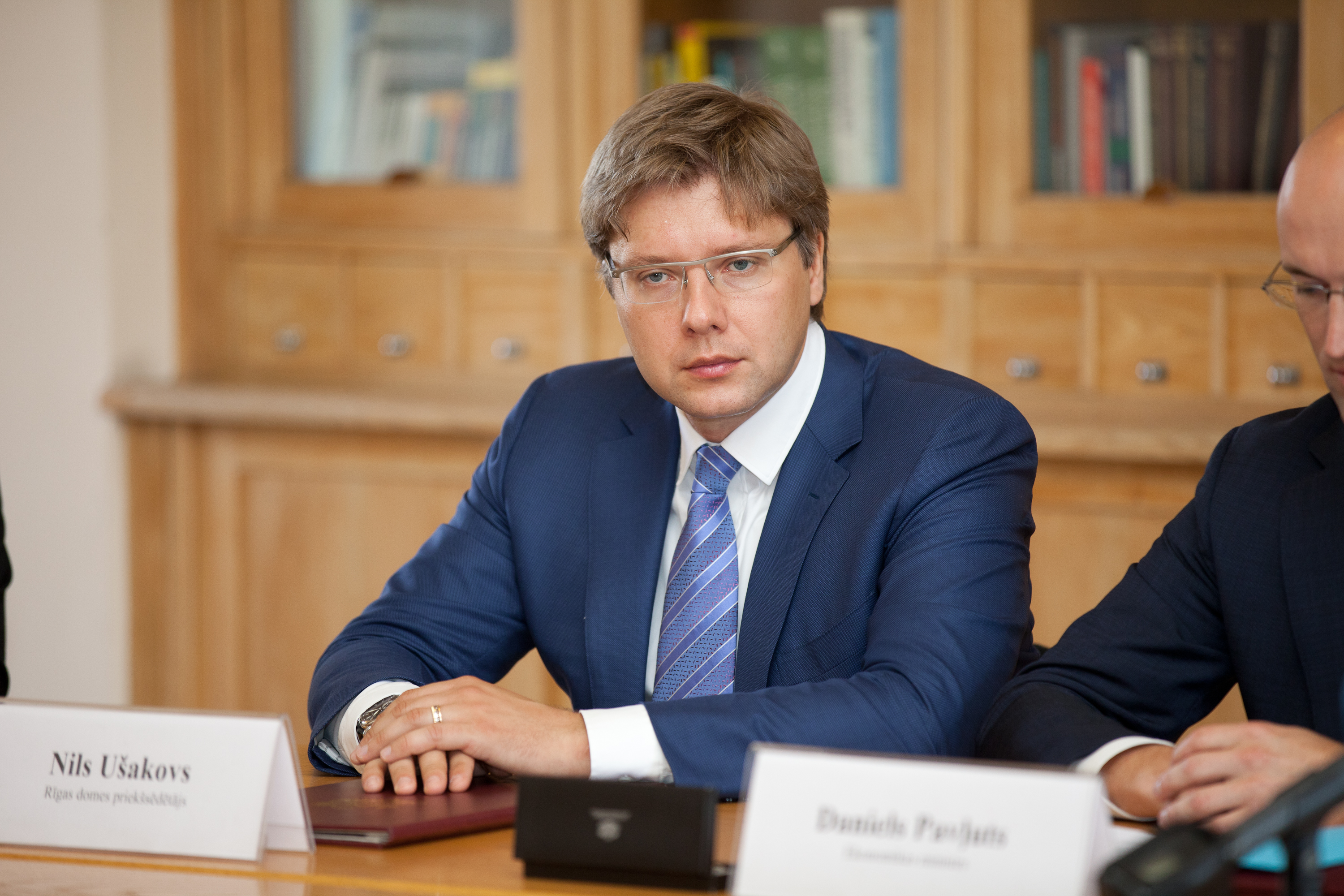
Нілс Ушаковс, перший російський мер Риги в незалежній Латвії

Про це згадала місія ОБСЄ, яка спостерігала за парламентськими виборами 2006 року в Латвії
|  | Приблизно 400 000 людей у Латвії, приблизно 18 відсотків від загальної кількості населення, не отримали латвійського чи будь-якого іншого громадянства, і тому все ще мали статус "негромадян". У переважній більшості випадків це були особи, які мігрували до Латвії з колишнього Радянського Союзу, та їх нащадки. Негромадяни не мають права голосу на жодних виборах в Латвії, хоча можуть приєднуватися до політичних партій. Щоб отримати громадянство, ці особи повинні пройти процес натуралізації, що зробили понад 50 000 осіб з моменту виборів у Сеймі 2002 року. ОБСЄ стверджувала, що той факт, що значний відсоток дорослого населення не має виборчих прав, є постійним демократичним дефіцитом. |

Як повідомляється у звіті Європейського комісара з прав людини за 2007 р. Щодо Латвії, у 2006 р. Було 411 054 негромадян, 66,5 % з яких належали до російської меншини.
У 2017 році в країнах Балтії проживало 0,9 мільйона етнічних РФн, порівняно з 1,7 мільйонами в 1989 році, році останнього перепису за радянських часів. Починаючи з 2019 року, викладання російської мови буде поступово припинено в приватних коледжах та університетах Латвії, а також загальне навчання в державних середніх школах Латвії за винятком предметів, що стосуються культури та історії російської меншини, таких як російська уроки мови та літератури.

## Російська організована злочинність в ЄС
У 2015 році іспанське розслідування виявило зв'язки між російськими політиками, в тому числі союзниками Володимира Путіна, та організованою злочинністю в Іспанії. У травні 2016 року іспанський суддя видав ордери на арешт російських урядовців, наближених до Путіна. Наприкінці червня іспанська влада заарештувала семи осіб, причетних до кільця з відмивання грошей, пов'язаного з Єдиною Росією, правлячою політичною партією Росії. У січні 2016 року існували звинувачення в тому, що російська мафія приховувала гроші у фондах Ірландського центру фінансових послуг та землі в Ірландії.

## Торгівля
ЄС є найбільшим торговим партнером Росії, на нього припадає 52,3 % всієї зовнішньоторговельної торгівлі Росії в 2008 році, а 75 % запасів прямих іноземних інвестицій (ПІІ) в Росію також надходять з ЄС. У 2008 році ЄС експортував до Росії 105 млрд. Євро товарів, а РФ — 173,2 млрд. Євро. 68,2 % російського експорту до ЄС припадає на постачання енергії та палива. Детальніше про інші види торгівлі див. У таблиці нижче;
| Напрямок торгівлі | Товари             | Послуги           | ПІІ               | Всього             |
| ----------------- | ------------------ | ----------------- | ----------------- | ------------------ |
| ЄС до Росії       | 105 мільярдів євро | 18 мільярдів євро | 17 мільярдів євро | 140 мільярдів євро |
| РФ до ЄС          | 173,2 млрд. Євро   | 11,5 млрд. Євро   | 1 мільярд євро    | 185,7 млрд. Євро   |

РФ та ЄС є членами Світової організації торгівлі (СОТ). В даний час ЄС та РФ впроваджують спільні простори (див. Нижче) та ведуть переговори щодо заміни чинної Угоди про партнерство та співробітництво для зміцнення двосторонньої торгівлі.

### Спільне «Партнерство для модернізації»[Архівовано3 березня 2021 уWayback Machine.]
18 листопада 2009 р. На саміті РФ-ЄС у Стокгольмі як один з основних векторів поглиблення стратегічних відносин ЄС-РФ висунула ініціативу «Партнерство для модернізації» (ПМ).
Метою Партнерства є сприяння у вирішенні проблем модернізації економіки Росії та відповідної адаптації всього комплексу відносин РФ-ЄС на основі досвіду існуючих механізмів діалогу «галузевої» взаємодії Росії та ЄС.
На саміті в Ростові-на-Дону (червень 2010 р.) Лідери Росії та ЄС підписали спільну заяву на тему «Партнерство для модернізації». Документ визначає пріоритети та сферу активізації співпраці в інтересах модернізації між Росією та ЄС.
Відповідно до спільної заяви про пріоритетний напрям «Партнерство для модернізації» повинен включати такі напрямки: розширення можливостей для інвестицій у ключові сектори, що сприяють зростанню та інноваціям; посилення та поглиблення двостороннього торговельно-економічного співробітництва, а також створення сприятливих умов для малих та середніх підприємств; сприяння узгодженню технічних регламентів та стандартів, а також високому рівню захисту інтелектуальної власности; перевезення; сприяти розвитку стійкої низьковуглецевої економіки та енергоефективности та підтримувати міжнародні переговори щодо боротьби зі зміною клімату; посилення співпраці у галузі інновацій, досліджень та розробок та космосу; забезпечення збалансованого розвитку шляхом вжиття заходів у відповідь на регіональні та соціальні наслідки реструктуризації економіки; забезпечення ефективного функціонування судової влади та посилення боротьби з корупцією; сприяти розвитку відносин між людьми та посиленню діалогу з громадянським суспільством для сприяння участі людей та бізнесу. Цей перелік сфер співпраці не є вичерпним. За необхідности може бути доданий до інших сфер співпраці. ЄС та РФ заохочуватимуть реалізацію конкретних проєктів у рамках «Партнерства для модернізації».
Для координації цієї роботи з Росією та ЄС визначені відповідні національні координатори (з заступником міністра Росії А. А. Слепнєвим, з ЄС — заступником генерального директора з питань зовнішніх зв'язків Європейської Комісії Х. Мінгареллі, з 2011 р., Директором з питань Росії, Європейським зовнішнім екшн-служби Ґуннар Віґанд).
За результатами аналізу існуючих форматів співпраці з європейськими партнерами було визначено, що Прем'єр-міністр повинен спиратися на існуючі досягнення в рамках утворення чотирьох загальних просторів РФ-ЄС, але не замінювати існуючу «дорожню карту» і не бути причина створення нових структурних доповнень. Основними механізмами ініціативи Прем'єр-міністра були визнані галузеві діалоги РФ-ЄС.
Національні координатори у співпраці зі співголовами — Російським галузевим діалогом ЄС розробив план реалізації ПМ, містить конкретні спільні проєкти в пріоритетних сферах співпраці.
11 травня 2011 р. Міністерство економічного розвитку Росії провело розширену зустріч представників галузевих діалогів ЄС-РФ, які беруть участь у реалізації ініціативи «Партнерство для модернізації», під головуванням національної координаційної ініціативи.
Під час зустрічі сторони обговорили хід реалізації проєкту План роботи ПМ та визначив пріоритети на другу половину 2011 року, заходи щодо підтримки проєктів, включаючи залучення ресурсів міжнародних фінансових установ, а також участь бізнесу у реалізації завдання ПМ.
З метою створення фінансових механізмів співпраці у рамках ПМ Внешекономбанком та Європейським банком реконструкції та розвитку (ЄБРР) та Внешэкономбанком та Європейським інвестиційним банком (ЄІБ) підписані відповідні Меморандуми про взаєморозуміння. Документи передбачають можливість виділення загальної суми до 2 млрд. Дол. США для фінансування проєктів у рамках ПЗМ за умови, що вони відповідають критеріям фінансових установ та схвалення уповноваженими органами управління сторін.
У якості пріоритетних напрямків фінансування обрані такі галузі, як енергоефективність, транспорт, інноваційні ініціативи, пов'язані з малими та середніми підприємствами (включаючи бізнес-інкубатори, технологічні парки, центри бізнес-технологій, інфраструктуру, МСП), а також комерціалізацію інновацій у декількох сектори, включаючи вищезазначені, фармацевтика та охорона навколишнього середовища.
У кулуарах саміту РФ-ЄС у Нижньому Новгороді 9–10 червня 2011 р. Було підписано спільний звіт координаторів Прем'єр-міністра, який підсумовує виконану роботу та наводить приклади, реалізовані на сьогоднішній день, практичну діяльність та проєкти в рамках Плану роботи.
У рамках реалізації плану роботи ПМ під час згаданого саміту було підписано положення про встановлення нового Діалогу з питань торгівлі та інвестицій між Міністерством економічного розвитку Російської Федерації та Генеральним управлінням торгівлі Європейської Комісії. Співголовою «Діалогу» з російської сторони є заступник міністра економічного розвитку РФ А. А. Слепнєв, ЄС — заступник генерального директора Генерального директорату з питань торгівлі Європейської Комісії П. Балаз. Діалог охоплюватиме торговельні та інвестиційні відносини ЄС-РФ, включаючи зобов'язання Європейського Союзу та Росії в рамках СОТ та поточні торговельно-економічні угоди між Європейським Союзом та Росією.

## Інші питання

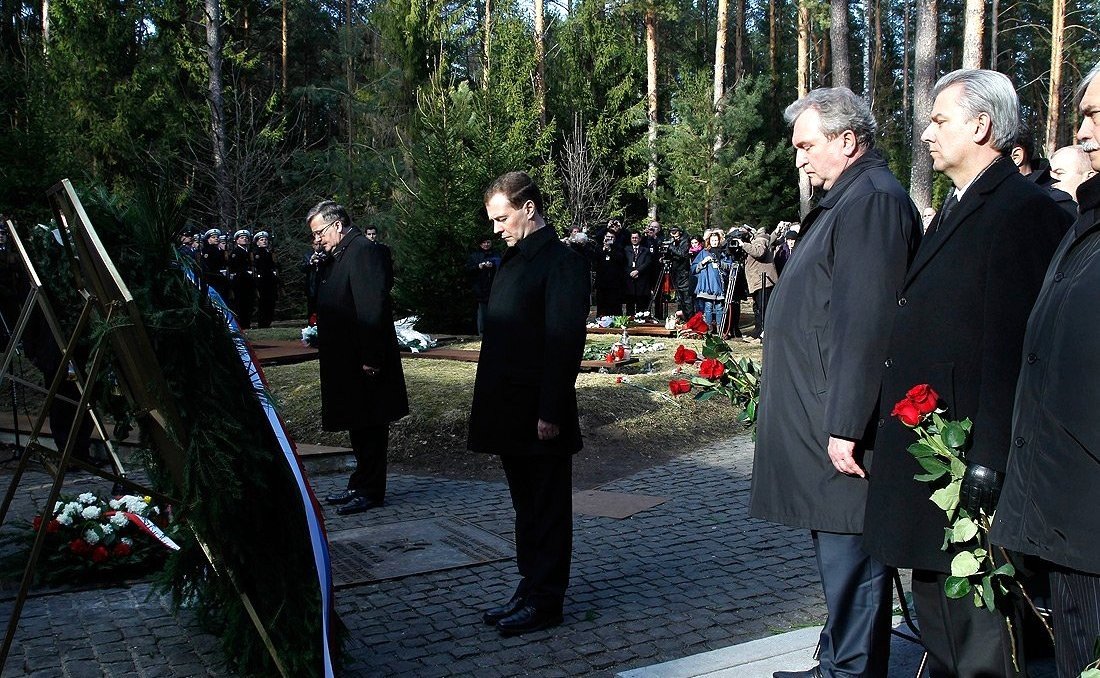
Президент Росії Дмитро Медведєв та президент Польщі Броніслав Коморовський поклали вінки до меморіального комплексу Катинської різанини 11 квітня 2011 р.

### Калінінград
Російський екслав Калінінградської області з 2004 року був оточений на суші членами ЄС. Як результат, область була ізольована від решти федерації через посилення прикордонного контролю, який повинен був бути введений при вступі Польщі та Литви до ЄС та посилений ще до того, як вони вступили до Шенгенської зони. Нові труднощі для росіян у Калінінграді дістатись до решти Росії — це невелике джерело напруги.
У липні 2011 року Європейська комісія висунула пропозиції класифікувати весь Калінінград як прикордонну зону. Це дозволило б Польщі та Литві видавати спеціальні дозволи жителям Калінінграда на проїзд через ці дві країни без необхідності шенгенської візи. 2012—2016 рр. Дозволено безвізові поїздки між Калінінградською областю та північчю Польщі.

### Енергія

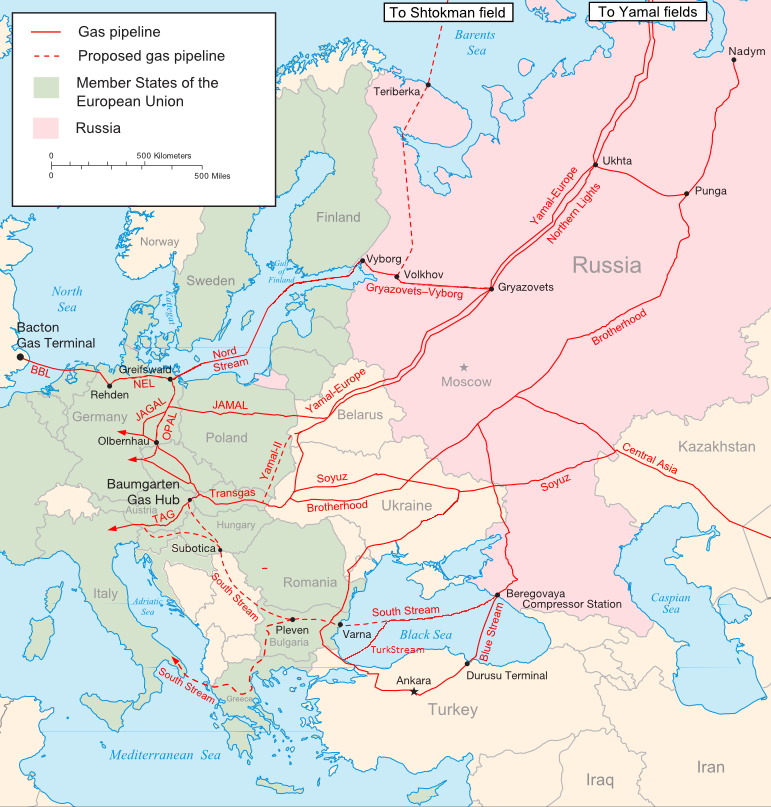
Основні існуючі та заплановані газопроводи, що постачають російський газ до Європи.

Росія відіграє значну роль у європейському енергетичному секторі як найбільший експортер нафти та природного газу до ЄС. У 2007 році ЄС імпортував з Росії 185 млн. тонн сирої нафти, що становило 32,6 % загального обсягу імпорту нафти, і 100,7 млн. тонн нафтового еквівалента природного газу, що становило 38,7 % загального імпорту газу. Ряд суперечок, в яких Росія використовувала зупинки трубопроводів, що було названо «інструментом залякування та шантажу» змусило Європейський Союз значно збільшити зусилля з диверсифікації джерел енергії.
Під час антимонопольного розслідування, розпочатого в 2011 році проти «Газпрому», було вилучено низку внутрішніх документів компанії, які задокументували низку «зловживань» у спробі «сегментувати внутрішній ринок [ЄС] вздовж національних кордонів» і накласти «несправедливе ціноутворення».

### Рейси в Сибір
Були домовленості щодо інших питань, таких як скасування податків на польоти ЄС над Сибіром.

### М'ясо з Польщі
Подальші проблеми включають заборону Росією на експорт польського м'яса (через звинувачення у низькоякісному та небезпечному м'ясі, що експортується з країни), що змусило Польщу накласти вето на запропоновані пакти ЄС та Росії щодо таких питань, як енергетика та міграція; нафтова блокада Литви ; та занепокоєння Латвії та Польщі щодо газопроводу " Північний потік ". У 2007 році польське м'ясо було дозволено експортувати до Росії.

### 2014р. Російське продовольче ембарго
Оголошено Президентом Путіним 6 серпня 2014 року. Росія заборонила імпорт європейських продуктів харчування у відповідь на санкції ЄС.

## Угода про партнерство та співробітництво
Правовою основою відносин між ЄС та Росією є Угода про партнерство та співробітництво (УПС). Підписаний у червні 1994 р. Та чинний з грудня 1997 р., УПС повинен був діяти протягом 10 років. Таким чином, з 2007 року він щорічно автоматично поновлюється, доки не буде замінений новою угодою. УПС забезпечує політичну, економічну та культурну основу відносин між Росією та ЄС. Це в першу чергу стосується стимулювання торгівлі, інвестицій та гармонійних економічних відносин. Однак там також згадується спільна сторонами «[r] перспектива демократичних принципів та прав людини, як це визначено, зокрема, у Заключному акті Гельсінкі та Паризькій хартії про нову Європу», та прихильність міжнародному миру та безпеці. Угода про заміну перебуває на стадії переговорів з 2008 року, і після цього та вступу до СОТ будуть узгоджені більш детальні угоди.
Російський експорт до ЄС має дуже мало обмежень, за винятком металургійного сектору.

## Чотири спільні простори
Росія вирішила не брати участі в Європейській політиці сусідства (ЄПС), оскільки вона прагне бути «рівноправним партнером» ЄС (на відміну від «молодшого партнерства», яке Росія бачить в ЄПС). Отже, Росія та Європейський Союз домовились створити чотири спільні простори для співпраці в різних сферах. На практиці немає суттєвих відмінностей (крім назв) між сумою цих угод та Планами дій ЄПС (прийнятими спільно ЄС та країнами-партнерами ЄПС). В обох випадках остаточна угода базується на положеннях acquis communautaire ЄС та обговорюється та приймається спільно. З цієї причини спільні простори отримують фінансування від Європейського інструменту сусідства та партнерства (ЄІСП), який також фінансує ЄПС.
На саміті в Санкт-Петербурзі в травні 2003 р. ЄС та Росія домовились посилити своє співробітництво, створивши в довгостроковій перспективі чотири спільні простори в рамках Угоди про партнерство та співробітництво 1997 р.: Спільний економічний простір; спільний простір свободи, безпеки та справедливості; простір співпраці у галузі зовнішньої безпеки; і простір досліджень, освіти та культурного обміну.
Московський саміт у травні 2005 року прийняв єдиний пакет дорожніх карт для створення чотирьох спільних просторів. Вони розширюють постійну співпрацю, як описано вище, встановлюють подальші конкретні цілі та визначають дії, необхідні для втілення спільних просторів у реальність. Тим самим вони визначають порядок денний для співпраці між ЄС та Росією на середньострокову перспективу.
Лондонський саміт у жовтні 2005 р. Зосередився на практичній реалізації Дорожніх карт для чотирьох спільних просторів.

### Єдиний економічний простір
Завданням спільного економічного простору є створення відкритого та інтегрованого ринку між ЄС та Росією. Цей простір призначений для усунення бар'єрів у торгівлі та інвестиціях та сприяння реформам та конкурентоспроможності на основі принципів недискримінації, прозорості та належного управління.
Серед широкого спектра передбачених заходів, слід розпочати низку нових діалогів. Буде посилено співпрацю з питань регуляторної політики, інвестиційних питань, конкуренції, фінансових послуг, телекомунікацій, транспорту, енергетики, космічної діяльності та запуску космосу тощо. Питання навколишнього середовища, включаючи ядерну безпеку та імплементацію Кіотського протоколу, також займають важливе місце.

### Спільний простір свободи, безпеки та справедливості
Робота над цим простором вже зробила великий крок вперед із завершенням переговорів щодо спрощення візового режиму та угод про реадмісію. І ЄС, і Росія знаходяться в процесі ратифікації цих угод. Візовий діалог продовжиться з метою вивчення умов взаємного безвізового режиму як довгострокової перспективи. У заяві від 15 грудня 2011 року, зробленій після саміту Росія-ЄС, президент Європейської комісії підтвердив початок «спільних кроків до безвізу» з Росією. Росія сподівалася підписати угоду про безвізові поїздки вже в січні 2014 року.
Продовжиться співпраця щодо боротьби з тероризмом та іншими формами міжнародної незаконної діяльності, таких як відмивання грошей, боротьба з наркотиками та торгівлею людьми, а також щодо безпеки документів шляхом введення біометричних характеристик у ряд документів, що посвідчують особу. Підтримка ЄС управління кордонами та реформування російської судової системи є одними з основних моментів цього простору.
З метою сприяння конкретному впровадженню дорожньої карти, КПП з питань юстиції та внутрішніх справ засідав 13 жовтня 2005 року та домовився про організацію кластерів конференцій та семінарів, що б об'єднали експертів та практиків з питань боротьби з тероризмом, кіберзлочинністю, документ безпека та судова співпраця. Також було домовлено про розвиток більш широкої співпраці між Європейським прикордонним агентством (FRONTEX) та Федеральною службою прикордонної безпеки Росії.

### Спільний простір щодо зовнішньої безпеки
Дорожня карта підкреслює спільну відповідальність сторін за міжнародний порядок, заснований на ефективному багатостороннім відносинах, їх підтримку центральної ролі ООН, а також ефективності, зокрема, ОБСЄ та Ради Європи. Сторони посилять співпрацю в галузі безпеки та врегулювання криз з метою вирішення глобальних та регіональних викликів та ключових загроз, зокрема тероризму та розповсюдження зброї масового знищення (ЗМЗ). Вони приділять особливу увагу забезпеченню стабільності в регіонах, прилеглих до кордонів Росії та ЄС («заморожені конфлікти» в Придністров'ї, Абхазії, Південній Осетії, Нагірному Карабасі).
Діяльність ЄС у цій галузі здійснюється в рамках спільної зовнішньої політики та політики безпеки.

### Спільний простір для досліджень, освіти, культури
Цей простір базується на давніх відносинах з Росією через її участь у науково-дослідних роботах ЄС та, зокрема, у 6-й ФПРР, а також у рамках програми TEMPUS. Вона націлена на використання сили науково-дослідницьких спільнот ЄС та Росії та культурної та інтелектуальної спадщини шляхом посилення зв'язків між дослідженнями та інноваціями та тіснішої співпраці в галузі освіти, наприклад, шляхом зближення університетських програм та кваліфікацій. Це також закладає міцну основу для співпраці у культурній галузі. На початку навчального 2006/7 року в Москві буде створений Європейський інститут досліджень, який співфінансується обома сторонами.
Росія та ЄС продовжують співпрацювати в рамках програми « Горизонт 2020», яка діє з 2014 по 2020 рік.

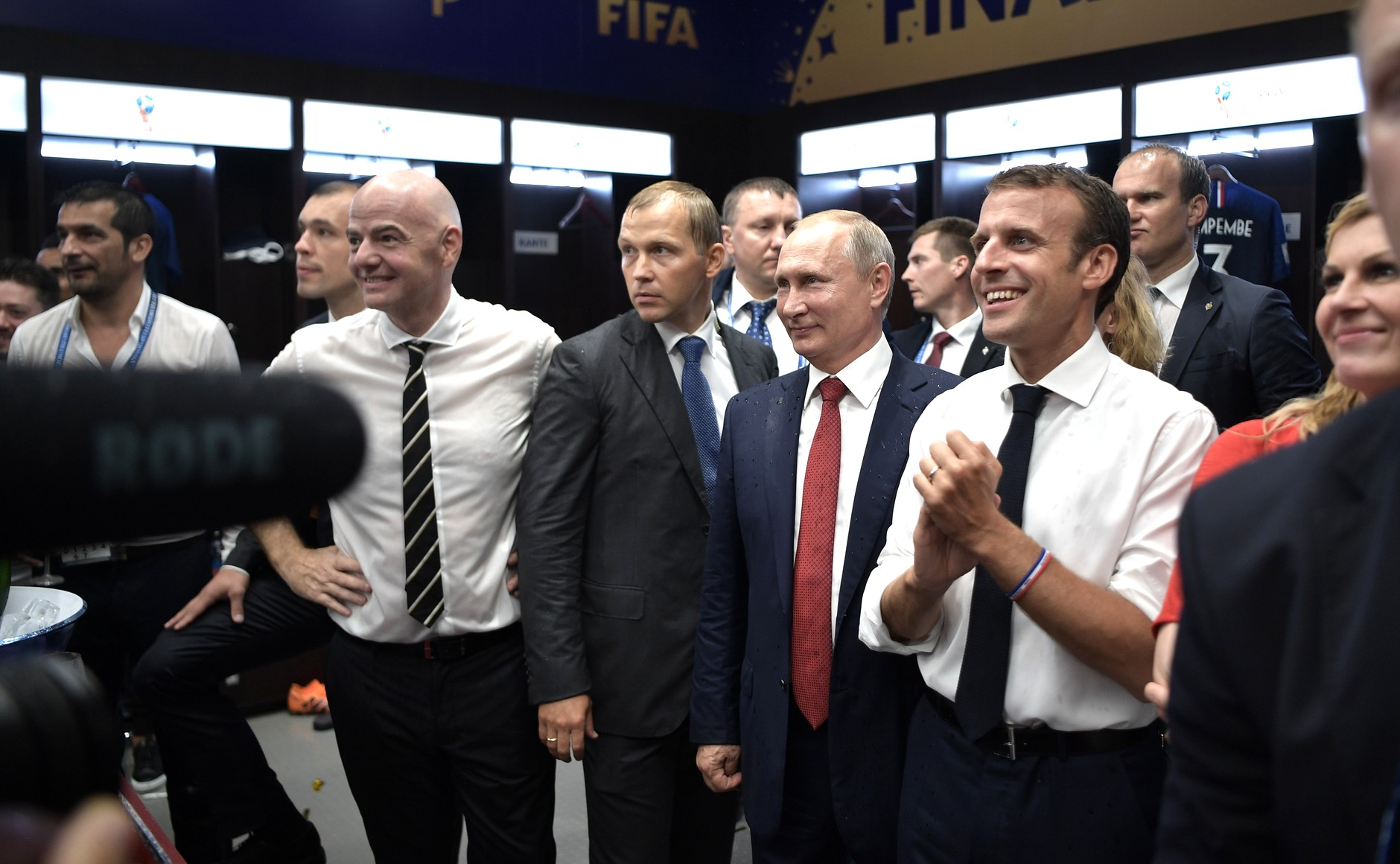
Володимир Путін та президент Франції Еммануель Макрон на фіналі ЧС-2018 у Москві

## Діалог про лібералізацію візового режиму
4 травня 2010 р. ЄС та Російська Федерація підняли перспективу розпочати переговори про безвізовий режим між своїми територіями. Однак Рада міністрів ЄС оголосила, що ЄС не повністю готовий відкрити кордони через високий ризик збільшення торгівлі людьми та імпорту наркотиків до Європи та через неміцність кордонів Росії з Казахстаном. Натомість вони будуть працювати над тим, щоб надати Росії «дорожню карту для безвізу». Хоча це юридично не зобов'язує ЄС надавати безвізовий доступ до Шенгенської зони громадянам Росії в будь-яку конкретну дату в майбутньому, це значно покращує шанси на встановлення нового режиму та зобов'язує ЄС активно розглядати це поняття., якщо повинні бути дотримані умови дорожньої карти. РФ, з іншого боку, погодилася, що якщо буде встановлена дорожня карта, це полегшить доступ для громадян ЄС, для яких доступ на даний момент безвізовий, в основному в результаті російської зовнішньої політики, яка заявляє, що «безвізові поїздки повинні бути взаємні між державами». Однак і ЄС, і РФ визнають, що існує багато проблем, які потрібно вирішити до запровадження безвізу.
Діалог був тимчасово заморожений ЄС у березні 2014 року під час кримської кризи 2014 року. У 2015 році Жан-Моріс Ріперт, чинний посол Франції в Росії, заявив, що Франція буде зацікавлена у скасуванні короткотермінових шенгенських віз для РФн; у 2016 р. міністр промисловості Іспанії Хосе Мануель Сорія зробив подібну заяву від імені Іспанії. У червні 2016 року EEAS опублікувала російськомовне відео, де описуються необхідні умови для безвізового режиму. Того ж року ряд посадових осіб ЄС, включаючи керівника Російського відділу ЄВСД Фернандо Андресена Гімарайнша, заявили, що хотіли б відновити переговори про скасування віз; Президент Чехії Мілош Земан також висловився за безвізовий режим для РФн. 24 травня 2016 року німецький аналітичний центр DGAP опублікував звіт під назвою «Східне питання: рекомендації для західної політики», в якому обговорюється оновлена західна стратегія щодо Росії внаслідок посилення напружености між режимом Путіна та ЄС. Їх рекомендації включають лібералізацію візового режиму для російських громадян з метою «поліпшення міжлюдських контактів та надсилання вагомого сигналу про відсутність конфлікту з російським суспільством». Так само голова Мюнхенської конференції з безпеки Вольфганг Ішингер запропонував надати «безвізовий в'їзд до країн Шенгенської зони звичайним громадянам Росії, які не винні в українській кризі і не мають нічого спільного з санкціями».29 серпня 2017 року німецький політик і член Парламентської Асамблеї Ради Європи Маріелуїза Бек опублікувала статтю в Neue Zürcher Zeitung із низкою рекомендацій для ЄС щодо взаємодії з Росією та протидії пропаганді Кремля; одна з них — безвізовий режим для РФн з метою включення РФн до західних цінностей та сприяння демократичним змінам у Росії. У жовтні 2018 року член СДПН та депутат Бундестагу Дірк Віз запропонував надати безвізовий в'їзд до ЄС молодим РФнам з метою сприяння програмам обміну студентами. У липні 2019 року німецький політик і голова Петербурзького діалогу Рональд Пофалла заявив про свою підтримку безвізового режиму для молодих РФн і заявив, що вестиме переговори щодо нього у другій половині 2019 року Пізніше того ж місяця міністр закордонних справ Німеччини Хайко Маас заявив, що безвізовий режим «є питанням, яким ми хочемо займатися далі. Можливо, ми не зможемо вирішити це самостійно, але ми маємо намір сісти з нашими шенгенськими партнерами, щоб побачити, що можна зробити».

## Обговорення членства в ЄС
Серед найбільш гучних прихильників членства Росії в ЄС є колишній прем'єр-міністр Італії Сільвіо Берлусконі. У статті, опублікованій для італійських ЗМІ 26 травня 2002 року, він зазначив, що наступним кроком у зростаючій інтеграції Росії із Заходом має стати членство в ЄС. 17 листопада 2005 року він прокоментував перспективу такого членства, що «переконаний, що навіть якщо це мрія… це не надто далека мрія, і я думаю, що це колись станеться». Берлусконі також робив подібні коментарі і в інших випадках. Пізніше, у жовтні 2008 р., Він сказав: «Я вважаю Росію західною країною, і мій план полягає в тому, щоб Російська Федерація могла стати членом Європейського Союзу в найближчі роки», і заявив, що він має це бачення років.
Постійний представник Росії при ЄС Володимир Чіжов прокоментував це, сказавши, що РФ не планує вступати до ЄС. Володимир Путін заявив, що приєднання Росії до ЄС не буде в інтересах ні Росії, ні ЄС, хоча він виступає за тісну інтеграцію в різних вимірах, включаючи створення чотирьох спільних просторів між Росією та ЄС, включаючи об'єднані економічні, освітні та наукові простори як це було проголошено в угоді в 2003 р.
Майкл Макфол стверджував у 2001 році, що РФ знаходиться на «десятиліттях» від участі в ЄС. Колишній канцлер Німеччини Герхард Шредер заявив, що хоча РФ повинна «знайти своє місце як у НАТО, так і в перспективі в Європейському Союзі, і якщо для цього будуть створені умови», що таке не є економічно доцільним у найближче майбутнє. Президент Чехії Мілош Земан заявив, що «мріє» про вступ Росії до ЄС.
Згідно з низкою опитувань, проведених Deutsche Welle у 2012 році, від 36 % до 54 % РФн підтримали вступ Росії до ЄС, і близько 60 % з них розглядали ЄС як важливого партнера для своєї країни. Особливо молодь має позитивний імідж Європейського Союзу.

### Громадська думка Росії та ЄС
Опитування в лютому 2014 року, проведене Центром Левада, найбільшою незалежною організацією виборчих дільниць у Росії, показало, що майже 80 % російських респондентів склали «гарне» враження про ЄС. Це суттєво змінилося в 2014 році, коли українська криза призвела до того, що 70 % сприйняли ворожий погляд на ЄС порівняно з 20 % позитивно. Опитування «Левади», опубліковане в серпні 2018 року, показало, що 68 % респондентів з Росії вважають, що Росії потрібно різко поліпшити відносини із західними країнами. 42 % опитаних РФн заявили, що позитивно ставляться до ЄС порівняно з 28 % у травні 2018 року. Опитування Левади, опубліковане в лютому 2020 року, показало, що 80 % респондентів з Росії вважають, що РФ та Захід повинні стати друзями та партнерами. 49 % опитаних РФн заявили, що позитивно ставляться до ЄС. Однак, за винятком Болгарії, Словаччини та Греції, частка жителів решти країн ЄС, опитаних Дослідницьким центром Pew з позитивними поглядами на Росію, значно нижче 50 %.

## Зовнішні відносини Росії з країнами-членами ЄС
| - Австрія - Бельгія - Болгарія - Хорватія | - Кіпр - Чехія - Данія - Естонія | - Фінляндія - Франція - Німеччина - Греція - Угорщина - Ірландія | - Італія - Латвія - Литва - Люксембург - Мальта - Нідерланди | - Польща - Португалія - Румунія - Словаччина - Словенія - Іспанія | - Швеція |

## Подальше читання
- Van der Loo, Guillaume (2013). EU-Russia Trade Relations: It Takes WTO to Tango?. Legal Issues of Economic Integration. 40 (1): 7—32. ISSN 1566-6573.